# Liste der Kulturdenkmale in Belgern-Schildau

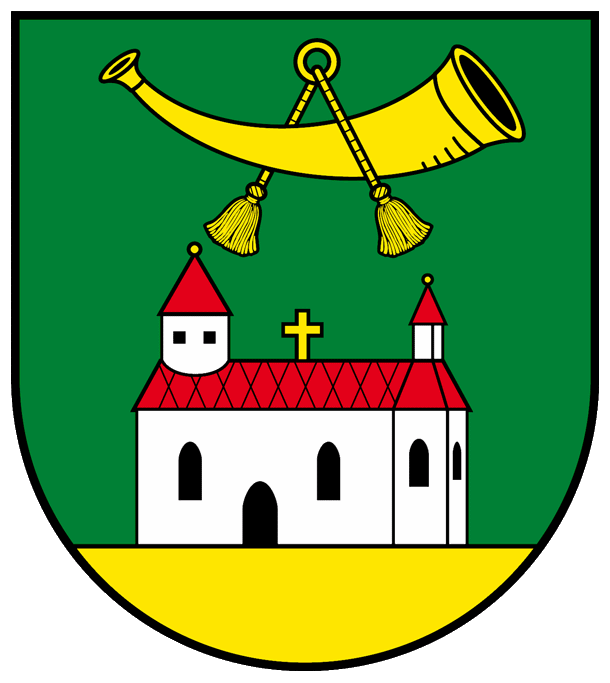
Wappen von Belgern-Schildau

In der Liste der Kulturdenkmale in Belgern-Schildau sind die Kulturdenkmale der Gemeinde Belgern-Schildau verzeichnet, die bis März 2020 vom Landesamt für Denkmalpflege Sachsen erfasst wurden (ohne archäologische Kulturdenkmale). Die Anmerkungen sind zu beachten.
Diese Aufzählung ist eine Teilmenge der Liste der Kulturdenkmale im Landkreis Nordsachsen.

## Ammelgoßwitz
| Bild           | Bezeichnung                                                                | Lage                    | Datierung | Beschreibung | ID       |
| -------------- | -------------------------------------------------------------------------- | ----------------------- | --------- | --- | -------- |
| Weitere Bilder | Deichscharte                                                               | Ammelgoßwitz (Karte)    | Um 1847   | Bei Hochwasser verschließbarer Durchlass des Deichbaus für Verkehrswege, seltenes, bauzeitlich erhaltenes Hochwasserschutzbauwerk mit gestalterischem Anspruch, technikgeschichtlich von Bedeutung | 09306650 |
| Weitere Bilder | Herrenhaus des ehemaligen Rittergutes Ammelgoßwitz II (Schlenkersches Gut) | Ammelgoßwitz 21 (Karte) | Um 1910   | Markanter Bau der versachlichten Architektur nach 1900, im Innern noch beachtliche Teile der originalen Ausstattung, baugeschichtlich bedeutend. - Herrenhaus: zweigeschossig, Mauerwerk aus Bruchstein und Ziegel, verputzt, Mansarddach, zur Straße halbrunde Vorlage, an der Seite und zum Hof Dachhäuser mit Dreiecksgiebeln, im Inneren Ausstattung der Zeit um 1910, insgesamt guter Originalzustand - dazugehöriges Wirtschaftsgebäude wegen beträchtlicher Veränderungen kein Kulturdenkmal: zwei- und zweieinhalbgeschossig, Mischmauerwerk, verputzt, flache Satteldächer bzw. Walmdächer, rückseitiges Stallgebäude mit zwei Rechteckgiebeln, Pferdestall an der Kumthalle bezeichnet mit 1919, noch erhalten Reste der Brunnenanlage in der Hofmitte, Baum und Gitter | 09286298 |

## Belgern
| Bild                                    | Bezeichnung | Lage                                 | Datierung | Beschreibung | ID       |
| --------------------------------------- | --- | ------------------------------------ | --- | --- | -------- |
|                                         | Denkmalschutzgebiet Altstadt Belgern (Vorschlag)                                                                   | (Altstadt) (Karte)                   | Nach 1632 | Denkmalschutzgebiet Altstadt Belgern (Vorschlag) | 08967708 |
| Weitere Bilder                          | Hohlwegeingang, mit Stützmauern aus Bruch- und Sandsteinmauerwerk                                                  | An der Elbe (Karte)                  | 17./18. Jahrhundert                                                                                              | Ehemalige alter Fährweg, ortsgeschichtlich und städtebaulich von Bedeutung | 09229809 |
| Weitere Bilder                          | Ehemaliges Fährhaus                                                                                                | An der Elbe 1 (Karte)                | Um 1800 | Baugeschichtlich und ortsgeschichtlich von Bedeutung, Fähre Streichung 2013 (Neubau von 1992) | 09286024 |
| Weitere Bilder                          | Empfangsgebäude und Güterabfertigung                                                                               | Bahnhofstraße 10 (Karte)             | 1914–1915 | Bahnhof der Bahnstrecke Torgau–Belgern (Streckennummer 6841), baugeschichtlich und ortsgeschichtlich von Bedeutung, Empfangsgebäude umgenutzt, 2017 leerstehend | 09286114 |
| Weitere Bilder                          | Wohnhaus (alte Försterei)                                                                                          | Bahnhofstraße 15 (Karte)             | Bezeichnet mit 1833                                                                                              | Obergeschoss Fachwerk, baugeschichtlich und sozialgeschichtlich von Bedeutung | 09286095 |
| Weitere Bilder                          | Stadtpark Döhner (Sachgesamtheit)                                                                                  | Elbstraße (Karte)                    | 1906 | Sachgesamtheit Stadtpark Döhner mit folgenden Einzeldenkmalen: Bismarck-Denkmal und Kriegerdenkmal für die Gefallenen des Ersten Weltkrieges (siehe Einzeldenkmal 09301185) sowie Brunnen, Grottenanlage, Straßenpflaster und Geländer als Sachgesamtheitsteile; als waldartige Anlage zwischen ehemaligem Neuem und Altem Elbberg bis zur Fähre, landschaftsgestaltend und städtebaulich von Bedeutung. 1906 Gestaltung eines Stadtparks in Zusammenhang mit der Einrichtung der neuen Elbstraße. Döhnerpark erstreckt sich bis in die Elbaue, nur südlicher oberer Teil beidseitig der neuen Elbstraße denkmalwert, restliche Bereiche u. a. durch Einbau einer Freilichtbühne (1970er Jahre) stark verändert Denkmalwerte Bereiche des Döhnerparks: - Neue Elbstraße: - im südlichen Bereich mit Ahornallee (Acer pseudoplatanus, wechselständig) - anschließend elbseitig Reste einer geschnittenen Weißdornreihe - Natursteingroßpflaster als Straßenbelag, als Geländer Steinpfeiler mit Metallhandlauf - Parkanlage mit Bodenmodellierung und Flächengliederung, teilweise geschwungenem Wegesystem, struktur- und raumbildender Bepflanzung sowie Findlingsgruppen - weitere Ausstattungen: - im östlichen Bereich: Brunnen mit steinerner Einfassung - im westlichen Bereich: - Bismarckstein mit Hintergrundbepflanzung (drei Stieleichen) - Kriegerdenkmal (an sekundärem Standort) - grottenähnliche Brunnenanlage mit Natursteinbelag, bezeichnet mit 1906 Ehemalige Sichtbeziehungen vom Döhner in Elblandschaft noch erkennbar. | 08967199 |
| Weitere Bilder                          | Kriegerdenkmal für die Gefallenen des Ersten Weltkrieges (Einzeldenkmale zu ID-Nr. 08967199)                       | Elbstraße (Karte)                    | nach 1918 | Einzeldenkmal der Sachgesamtheit Stadtpark Döhner; ortsgeschichtlich von Bedeutung | 09301185 |
| Weitere Bilder                          | Bismarck-Denkmal (Einzeldenkmale zu ID-Nr. 08967199)                                                               | Elbstraße (Karte)                    | 1906 | Einzeldenkmal der Sachgesamtheit Stadtpark Döhner; ortsgeschichtlich von Bedeutung | 09301185 |
| Weitere Bilder                          | Wasserkasten | Elbstraße (Karte)                    | 18. Jahrhundert                                                                                                  | Sandstein, Zeugnis der Wasserversorgung in der Vergangenheit, heimatgeschichtlich von Bedeutung | 09286122 |
| Weitere Bilder                          | Wohnhaus in geschlossener Bebauung und Ecklage                                                                     | Elbstraße 1 (Karte)                  | Um 1800 | Baugeschichtlich von Bedeutung und wichtig für das Marktbild | 09286037 |
| Weitere Bilder                          | Wohnhaus in geschlossener Bebauung                                                                                 | Elbstraße 2 (Karte)                  | 1. Hälfte 19. Jahrhundert                                                                                        | Baugeschichtlich von Bedeutung und wichtig für das Marktbild | 09286036 |
| Weitere Bilder                          | Wohnhaus in geschlossener Bebauung                                                                                 | Elbstraße 3 (Karte)                  | um 1750 | Baugeschichtlich von Bedeutung | 09286035 |
|                                         | Wohnhaus in geschlossener Bebauung                                                                                 | Elbstraße 4 (Karte)                  | 1. Hälfte 19. Jahrhundert                                                                                        | Baugeschichtlich von Bedeutung | 09286033 |
|                                         | Ackerbürgerhaus in geschlossener Bebauung, mit Hintergebäude                                                       | Elbstraße 5 (Karte)                  | Bezeichnet mit 1752                                                                                              | Ortsgeschichtlich, baugeschichtlich und sozialgeschichtlich von Bedeutung | 09286032 |
|                                         | Wohnhaus in halboffener Bebauung und Hintergebäude mit Laubengang                                                  | Elbstraße 6 (Karte)                  | Um 1800 | Baugeschichtlich und sozialgeschichtlich von Bedeutung, bedeutend für die Kulturlandschaft | 09286030 |
|                                         | Wohnhaus in halboffener Bebauung                                                                                   | Elbstraße 7 (Karte)                  | Um 1800 | Baugeschichtlich von Bedeutung | 09286029 |
|                                         | Wohnhaus in geschlossener Bebauung                                                                                 | Elbstraße 8 (Karte)                  | 1. Hälfte 19. Jahrhundert                                                                                        | Baugeschichtlich von Bedeutung | 09286028 |
| Weitere Bilder                          | Wohnhaus in geschlossener Bebauung und Ecklage                                                                     | Elbstraße 14 (Karte)                 | Bezeichnet mit 1814 (Schlussstein Hofseite)                                                                      | Ursprünglich Ackerbürgerhaus, baugeschichtlich und straßenbildprägend von Bedeutung | 09286026 |
|                                         | Wohnhaus in halboffener Bebauung                                                                                   | Elbstraße 15 (Karte)                 | Bezeichnet mit 1814                                                                                              | Baugeschichtlich und straßenbildprägend von Bedeutung | 09286025 |
| Weitere Bilder                          | Wohnhaus in halboffener Bebauung                                                                                   | Elbstraße 19 (Karte)                 | 1. Hälfte 19. Jahrhundert                                                                                        | Baugeschichtlich von Bedeutung | 09286027 |
| Direkt Bild zu diesem Denkmal hochladen | Wohnhaus in geschlossener Bebauung                                                                                 | Elbstraße 23 (Karte)                 | 1. Hälfte 19. Jahrhundert                                                                                        | Baugeschichtlich von Bedeutung | 09286031 |
|                                         | Wohnhaus in geschlossener Bebauung und Ecklage, mit Anbau zum Topfmarkt                                            | Elbstraße 24 (Karte)                 | 1. Hälfte 19. Jahrhundert                                                                                        | Baugeschichtlich und straßenbildprägend von Bedeutung | 09286083 |
|                                         | Wohnhaus in geschlossener Bebauung und Ecklage                                                                     | Elbstraße 25 (Karte)                 | 1. Hälfte 19. Jahrhundert                                                                                        | Baugeschichtlich und straßenbildprägend von Bedeutung | 09286038 |
|                                         | Wohnhaus in geschlossener Bebauung, mit seitlichem Scheunenanbau                                                   | Feldstraße 11 (Karte)                | 1. Hälfte 19. Jahrhundert                                                                                        | Baugeschichtlich von Bedeutung | 09286096 |
| Direkt Bild zu diesem Denkmal hochladen | Wohnhaus in halboffener Bebauung und Scheune (Streckhof)                                                           | Gartenstraße 1 (Karte)               | 1. Hälfte 19. Jahrhundert                                                                                        | Baugeschichtlich und sozialgeschichtlich sowie für Kulturlandschaft von Bedeutung, Scheune Fachwerkkonstruktion auf Klinkersockel | 09286117 |
|                                         | Ackerbürgerhaus in geschlossener Bebauung                                                                          | Kirchstraße 7 (Karte)                | Bezeichnet mit 1824                                                                                              | Breit gelagerter Putzbau mit Ladeneinbau, baugeschichtlich von Bedeutung, Ladeneinbau und Türen | 09286093 |
|                                         | Wohnhaus in geschlossener Bebauung                                                                                 | Kirchstraße 8 (Karte)                | 2. Hälfte 18. Jahrhundert                                                                                        | Baugeschichtlich von Bedeutung, schlichtes barockes Wohnhaus | 09286091 |
| Weitere Bilder                          | Bartholomäuskirche mit Ausstattung sowie Kirchhof mit Taufstein, Grabkreuz und Lutherstein                         | Kirchstraße 11 (Karte)               | 1509–1512 (Kirche); 1660 (Altar); bezeichnet mit 1635 (Empore); 19. Jahrhundert (Empore); 1658, Kaulisch-Epitaph | Evangelische Stadtpfarrkirche, charakteristisches Zeugnis der Kirchenbaukunst des frühen 16. und des 17. Jahrhunderts, Kirchhof mit romanischem Taufstein, eisernem Grabkreuz für Johann Gottlob Heyne (gestorben 1846) und Lutherstein (1912), baugeschichtlich, künstlerisch und städtebaulich von Bedeutung. Einschiffige gestreckte Saalkirche mit querrechteckigem Westturm, polygonalem Chor, Sakristei und weiteren Anbauten, Grabdenkmäler- bzw. Grabplatten, Innenausstattung der Kirche besteht aus Emporen, Altar, Leuchter, Plastiken, Taufbecken, Grabplatten, Glocken usw, Vasa Sacra (Altargerät). | 09286121 |
| Weitere Bilder                          | Villa | Kirchstraße 12 (Karte)               | Um 1880 | Baugeschichtlich und ortsgeschichtlich von Bedeutung | 09286003 |
|                                         | Pfarrhaus | Kirchstraße 13 (Karte)               | 1. Hälfte 19. Jahrhundert                                                                                        | Ortsgeschichtlich von Bedeutung, einfacher Putzbau mit Satteldach | 09301178 |
|                                         | Wohnhaus in halboffener Bebauung                                                                                   | Kirchstraße 16 (Karte)               | 1. Hälfte 19. Jahrhundert                                                                                        | Baugeschichtlich von Bedeutung | 09286020 |
|                                         | Wohnhaus in offener Bebauung                                                                                       | Kirchstraße 20 (Karte)               | Mitte 19. Jahrhundert                                                                                            | Baugeschichtlich von Bedeutung | 09286022 |
|                                         | Wohnhaus in geschlossener Bebauung                                                                                 | Kirschbergstraße 19 (Karte)          | 1. Hälfte 19. Jahrhundert                                                                                        | Baugeschichtlich von Bedeutung | 09286006 |
|                                         | Wohnhaus in geschlossener Bebauung mit seitlichem Anbau                                                            | Lindenstraße 1 (Karte)               | 1. Hälfte 19. Jahrhundert                                                                                        | Zeittypischer Wohnbau mit Putzfassade, im Anbau ein Laden, baugeschichtlich von Bedeutung | 09286110 |
| Weitere Bilder                          | Wohnhaus in geschlossener Bebauung                                                                                 | Lindenstraße 2 (Karte)               | 1. Hälfte 19. Jahrhundert                                                                                        | Baugeschichtlich von Bedeutung | 09286109 |
|                                         | Wohnhaus in geschlossener Bebauung                                                                                 | Lindenstraße 3 (Karte)               | Bezeichnet mit 1826                                                                                              | Baugeschichtlich von Bedeutung | 09286107 |
|                                         | Wohnhaus in geschlossener Bebauung und Ecklage                                                                     | Lindenstraße 4 (Karte)               | 1. Hälfte 19. Jahrhundert                                                                                        | Baugeschichtlich von Bedeutung | 09286108 |
|                                         | Wohnhaus in offener Bebauung                                                                                       | Lindenstraße 10 (Karte)              | Um 1870 | Ehemals mit Restaurant, baugeschichtlich von Bedeutung | 09286101 |
|                                         | Ackerbürgerhaus in offener Bebauung, mit seitlichem Torbogen                                                       | Lindenstraße 16 (Karte)              | 1. Hälfte 19. Jahrhundert                                                                                        | Baugeschichtlich und sozialgeschichtlich von Bedeutung, am 25. April 2017 wurde Zusammenbruch des Dachstuhls festgestellt | 09286098 |
|                                         | Wohnhaus in halboffener Bebauung                                                                                   | Lindenstraße 22 (Karte)              | 1. Hälfte 19. Jahrhundert                                                                                        | Baugeschichtlich von Bedeutung | 09286099 |
|                                         | Ackerbürgerhaus in geschlossener Bebauung                                                                          | Lindenstraße 27 (Karte)              | 1. Hälfte 19. Jahrhundert                                                                                        | Baugeschichtlich und sozialgeschichtlich von Bedeutung | 09286102 |
|                                         | Wohnhaus in geschlossener Bebauung                                                                                 | Lindenstraße 28 (Karte)              | Bezeichnet mit 1834                                                                                              | Möglicherweise Ackerbürgerhaus, baugeschichtlich von Bedeutung, Inschrifttafel „... Becker/Erbaut 1834“ | 09286103 |
|                                         | Ackerbürgerhaus in geschlossener Bebauung                                                                          | Lindenstraße 29 (Karte)              | 1. Hälfte 19. Jahrhundert                                                                                        | Baugeschichtlich und sozialgeschichtlich von Bedeutung | 09286104 |
| Weitere Bilder                          | Postmeilensäule | Markt (Karte)                        | Bezeichnet mit 1730                                                                                              | Kursächsische Postmeilensäule (Sachgesamtheit); Kopie einer Distanzsäule, ortsgeschichtlich und verkehrshistorisch von Bedeutung. Distanzsäule bestehend aus Postament, Wappenstück und Spitze, mit verschiedenen Inschriften, Sandstein. Aus Elbsandstein, ursprünglicher Standort in der Nähe des Postamtes im Bereich der Rolandstraße Ecke Elbstraße. 1798, 1927 restauriert, 1963 Säule abgebaut, 1966 Kopie von Bildhauer H. Geist (Torgau) erstellt und auf dem Topfmarkt aufgestellt. Das originale Schrift- und Wappenstück befindet sich im Heimatmuseum Belgern. Die Säule ist ein in der typischen Form mit Entfernungsangaben beschrifteter Obelisk auf Sockel, mit je zwei polnischen und Kurwappen sowie „AR“- Monogramm und Posthornzeichen. | 09286126 |
| Weitere Bilder                          | Wohnhaus in geschlossener Bebauung und Ecklage                                                                     | Markt 1 (Karte)                      | 2. Hälfte 18. Jahrhundert                                                                                        | Portal aus Rahmen mit aufgelegten Blattgehängen, baugeschichtlich und platzbildprägend von Bedeutung, wichtig für das Marktbild, Tür mit Fruchtgehängen | 09286049 |
| Weitere Bilder                          | Wohnhaus in geschlossener Bebauung                                                                                 | Markt 2 (Karte)                      | Um 1800 | Baugeschichtlich und platzbildprägend von Bedeutung | 09286050 |
| Weitere Bilder                          | Rathaus | Markt 3 (Karte)                      | 1576–1578 | Zweigeschossiger Bau über längsrechteckigem Grundriss mit insgesamt vier Volutengiebeln je zwei an den Schmal- bzw. Längsseiten, Satteldach und abschließendem Turmaufsatz, ortsgeschichtlich, künstlerisch, baugeschichtlich und platzbildprägend von Bedeutung | 09286124 |
| Weitere Bilder                          | Standbild Roland                                                                                                   | Markt 3 (vor) (Karte)                | Bezeichnet mit 1610                                                                                              | Ungewöhnlich große Rolandsfigur mit Harnisch, Flammenschwert und Inschriftenstein zu Füßen der Figur, an der südöstlichen Ecke des Belgeraner Rathauses, ortsgeschichtlich und künstlerisch von Bedeutung | 09286125 |
| Weitere Bilder                          | Wohnhaus in geschlossener Bebauung, mit seitlicher Pforte                                                          | Markt 6 (Karte)                      | Um 1800 | Baugeschichtlich und platzbildprägend von Bedeutung | 09286068 |
| Weitere Bilder                          | Ehemaliges Hotel Zum Goldenen Engel                                                                                | Markt 7 (Karte)                      | 2. Hälfte 18. Jahrhundert                                                                                        | Zweigeschossiges Gebäude mit barocker Fassadengliederung (heute ausschließlich als Wohnhaus genutzt), baugeschichtlich und platzbildprägend von Bedeutung, wichtig für das Marktbild | 09286048 |
| Weitere Bilder                          | Wohnhaus in geschlossener Bebauung                                                                                 | Markt 8 (Karte)                      | Mitte 19. Jahrhundert                                                                                            | Baugeschichtlich und platzbildprägend von Bedeutung | 09286047 |
| Weitere Bilder                          | Wohnhaus mit Löwen-Apotheke                                                                                        | Markt 9 (Karte)                      | Mitte 19. Jahrhundert                                                                                            | Zweigeschossiges Gebäude mit Apotheke im Erdgeschoss, baugeschichtlich und platzbildprägend von Bedeutung | 09286046 |
| Weitere Bilder                          | Ackerbürgerhaus in geschlossener Bebauung                                                                          | Markt 10 (Karte)                     | Um 1800 | Baugeschichtlich und platzbildprägend von Bedeutung | 09286045 |
| Weitere Bilder                          | Ackerbürgerhaus in geschlossener Bebauung (Haus Zum Schwarzen Raben)                                               | Markt 11 (Karte)                     | Bezeichnet mit 1792                                                                                              | Baugeschichtlich und platzbildprägend von Bedeutung | 09286044 |
| Weitere Bilder                          | Wohnhaus in geschlossener Bebauung und Ecklage                                                                     | Markt 12 (Karte)                     | 1. Hälfte 19. Jahrhundert                                                                                        | Baugeschichtlich und platzbildprägend von Bedeutung | 09286043 |
| Weitere Bilder                          | Wohnhaus in offener Bebauung (Hotel Alte Post), mit seitlichem Torbogen                                            | Markt 13 (Karte)                     | 2. Hälfte 18. Jahrhundert                                                                                        | Barockes Gebäude mit Torbogen, ehemaliges Postamt im Erdgeschoss nicht mehr vorhanden (früher möglicherweise Ausspanne), baugeschichtlich, ortsgeschichtlich und platzbildprägend von Bedeutung | 09286042 |
| Weitere Bilder                          | Wohnhaus in offener Bebauung, Hintergebäude und seitlicher Torbogen                                                | Markt 14 (Rolandstraße 1) (Karte)    | 2. Hälfte 18. Jahrhundert                                                                                        | Baugeschichtlich und platzbildprägend von Bedeutung | 09286041 |
|                                         | Wohnhaus in halboffener Bebauung und Ecklage                                                                       | Markt 15 (Karte)                     | Bezeichnet mit 1827                                                                                              | Baugeschichtlich und platzbildprägend von Bedeutung | 09286040 |
| Direkt Bild zu diesem Denkmal hochladen | Wohnhaus in halboffener Bebauung                                                                                   | Marktstraße 19 (Karte)               | 1. Hälfte 19. Jahrhundert                                                                                        | Baugeschichtlich von Bedeutung | 09286092 |
|                                         | Teile der Stadtmauer                                                                                               | Mühlberger Straße 49 (bei) (Karte)   | 15. Jahrhundert                                                                                                  | Westlich der Scheune vorhandener Teil der ehemaligen Stadtbauer Belgerns, stadtgeschichtlich von Bedeutung. Der Verlauf der Stadtmauer lässt sich östlich der Kirschbergstraße in Richtung Pfarrstraße und westlich in Richtung Oschatzer Tor archäologisch fassen. | 09305027 |
| Weitere Bilder                          | Ackerbürgerhaus in halboffener Bebauung                                                                            | Mühlberger Straße 50 (Karte)         | Mitte 19. Jahrhundert                                                                                            | Baugeschichtlich von Bedeutung | 09286009 |
| Weitere Bilder                          | Ackerbürgerhaus in geschlossener Bebauung                                                                          | Mühlberger Straße 51 (Karte)         | Mitte 19. Jahrhundert                                                                                            | Baugeschichtlich von Bedeutung | 09286007 |
| Weitere Bilder                          | Ackerbürgerhaus in Ecklage und geschlossener Bebauung, mit Hintergebäude und Torbogen                              | Mühlberger Straße 55 (Karte)         | 2. Hälfte 18. Jahrhundert                                                                                        | Baugeschichtlich und straßenbildprägend von Bedeutung | 09286066 |
| Weitere Bilder                          | Wohnhaus in geschlossener Bebauung                                                                                 | Mühlenstraße 3 (Karte)               | Um 1800 | Baugeschichtlich und sozialgeschichtlich von Bedeutung | 09286019 |
|                                         | Wohnhaus in offener Bebauung                                                                                       | Mühlenstraße 14 (Karte)              | Um 1800 (möglicherweise älter)                                                                                   | Obergeschoss Fachwerk, baugeschichtlich und ortsgeschichtlich von Bedeutung | 09286004 |
| Weitere Bilder                          | Wohnhaus in geschlossener Bebauung                                                                                 | Mühlenstraße 23 (Karte)              | 19. Jahrhundert                                                                                                  | Baugeschichtlich von Bedeutung | 09286018 |
|                                         | Wohnhaus in geschlossener Bebauung                                                                                 | Mühlenstraße 24 (Karte)              | Um 1800 | Baugeschichtlich von Bedeutung | 09286017 |
|                                         | Wohnhaus in geschlossener Bebauung und Ecklage                                                                     | Mühlenstraße 25 (Karte)              | Um 1800 | Baugeschichtlich von Bedeutung | 09286016 |
| Weitere Bilder                          | Wasserturm | Neußener Straße 16 (Karte)           | Wetterfahne bezeichnet mit 1914                                                                                  | Technische Anlage des Wasserwerks Belgern, im Reformstil der Zeit um 1910, ortsbildprägend und technikgeschichtlich von Bedeutung | 09286146 |
|                                         | Wohnhaus in nahezu geschlossener Bebauung                                                                          | Oschatzer Straße 1 (Karte)           | 1. Hälfte 19. Jahrhundert                                                                                        | Baugeschichtlich von Bedeutung | 09286069 |
| Weitere Bilder                          | Ackerbürgerhaus in geschlossener Bebauung                                                                          | Oschatzer Straße 2 (Karte)           | 2. Hälfte 18. Jahrhundert                                                                                        | Baugeschichtlich von Bedeutung | 09286070 |
|                                         | Ehemaliges Kinderheim, in geschlossener Bebauung                                                                   | Oschatzer Straße 7 (Karte)           | 1906 | Jugendstilgebäude, erbaut als Kinderheim, baugeschichtlich und sozialgeschichtlich von Bedeutung | 09286071 |
| Weitere Bilder                          | Wohnhaus in geschlossener Bebauung                                                                                 | Oschatzer Straße 9 (Karte)           | 1. Hälfte 19. Jahrhundert                                                                                        | Bemerkenswerte Haustür, baugeschichtlich von Bedeutung, bemerkenswerte Tür | 09286072 |
| Weitere Bilder                          | Stadttor | Oschatzer Straße 11 (Karte)          | Bezeichnet mit 1805, im Kern älter                                                                               | Heute Heimatmuseum, zweigeschossiges Torgebäude mit rundbogenförmiger Durchfahrt, baugeschichtlich und ortsgeschichtlich von Bedeutung | 09286074 |
|                                         | Seitengebäude eines Bauernhofes                                                                                    | Oschatzer Straße 48 (Karte)          | Um 1800 | Obergeschoss Fachwerk, baugeschichtlich und sozialgeschichtlich von Bedeutung | 09286111 |
| Weitere Bilder                          | Wohnhaus in geschlossener Bebauung                                                                                 | Oschatzer Straße 52 (Karte)          | 1. Hälfte 19. Jahrhundert                                                                                        | Am Oschatzer Tor gelegen, städtebaulich und baugeschichtlich von Bedeutung | 09286073 |
|                                         | Wohnhaus in geschlossener Bebauung und Ecklage                                                                     | Oschatzer Straße 53 (Karte)          | 19. Jahrhundert                                                                                                  | Baugeschichtlich von Bedeutung | 09286075 |
|                                         | Haustür eines Wohnhauses                                                                                           | Oschatzer Straße 55 (Karte)          | Um 1900 | Neobarockes Türblatt, baukünstlerisch von Bedeutung | 09286076 |
| Weitere Bilder                          | Ehemaliger Klosterhof, seit 1633 Pfarrhaus, mit rückwärtiger Streuobstwiese und Einfriedungsmauer sowie Hofgebäude | Pfarrstraße 1, 2, 3 (Karte)          | Bezeichnet mit 1258 (Pfarrhof); 17. Jahrhundert (Fachwerk)                                                       | 1258 vom Kloster Buch bei Leisnig gegründeter klösterlicher Wirtschaftshof mit großer wirtschaftlicher Bedeutung, ältestes Zeugnis sächsischer Gotik in Belgern, stattliche Massivbauten, Hofgebäude mit Fachwerkobergeschoss, ortsgeschichtlich, baugeschichtlich, künstlerisch und städtebaulich von Bedeutung. Im 15. Jahrhundert Ausbau eines Klosterhofes mit vier Ecktürmen, 1526 säkularisiert, heute annähernd U-förmige Anlage aus lang gestrecktem Haupttrakt an der Pfarrstraße, rückwärtigen Anbauten und viergeschossigem Turm mit Zeltdach im Südosten (der Pfarrhof wird heute als Pfarrhaus von St. Bartholomäus genutzt), Einfriedungsmauer (Bruchstein und Ziegel). | 09286123 |
|                                         | Wohnhaus in Ecklage mit angebautem Nebengebäude                                                                    | Pfarrstraße 10 (Karte)               | Um 1800 | Baugeschichtlich und straßenbildprägend von Bedeutung | 09286011 |
|                                         | Wohnhaus in halboffener Bebauung mit rückwärtigem Nebengebäude                                                     | Pfarrstraße 13 (Karte)               | 1. Hälfte 19. Jahrhundert                                                                                        | Baugeschichtlich von Bedeutung | 09286012 |
|                                         | Wohnhaus in geschlossener Bebauung                                                                                 | Pfarrstraße 22 (Karte)               | 1. Hälfte 19. Jahrhundert                                                                                        | Baugeschichtlich von Bedeutung | 09286014 |
|                                         | Wohnhaus in geschlossener Bebauung                                                                                 | Pfarrstraße 23 (Karte)               | 1. Hälfte 19. Jahrhundert                                                                                        | Baugeschichtlich von Bedeutung | 09286015 |
| Weitere Bilder                          | Wohnhaus in halboffener Bebauung                                                                                   | Querstraße 9 (Karte)                 | Bezeichnet mit 1830                                                                                              | Baugeschichtlich von Bedeutung | 09286094 |
|                                         | Ackerbürgerhaus in geschlossener Bebauung                                                                          | Reihzecher Straße 2 (Karte)          | 1. Hälfte 19. Jahrhundert                                                                                        | Baugeschichtlich von Bedeutung | 09286052 |
|                                         | Wohnhaus in geschlossener Bebauung                                                                                 | Reihzecher Straße 3 (Karte)          | 2. Hälfte 18. Jahrhundert                                                                                        | Baugeschichtlich von Bedeutung | 09286053 |
|                                         | Ackerbürgerhaus in geschlossener Bebauung mit angebautem Torgebäude                                                | Reihzecher Straße 4 (Karte)          | Bezeichnet mit 1776 (bzw. 1772), im Kern wohl älter                                                              | Über dem Portal Wappen der Familie Pflug, ortsgeschichtlich, baugeschichtlich und künstlerisch von Bedeutung | 09286054 |
|                                         | Ackerbürgerhaus in geschlossener Bebauung                                                                          | Reihzecher Straße 5 (Karte)          | 1673 Dendro | Baugeschichtlich von Bedeutung | 09286055 |
|                                         | Wohnhaus in geschlossener Bebauung                                                                                 | Reihzecher Straße 11 (Karte)         | 2. Hälfte 18. Jahrhundert                                                                                        | Charakteristisches barockes Bürgerhaus, hervorgehoben mittels Segmentbogenportal und hohem Mansarddach, baugeschichtlich von Bedeutung | 09286058 |
| Weitere Bilder                          | Wohnhaus in halboffener Bebauung und Ecklage                                                                       | Reihzecher Straße 12 (Karte)         | Bezeichnet mit 1727                                                                                              | Ursprünglich Gasthof, baugeschichtlich und straßenbildprägend von Bedeutung | 09286059 |
|                                         | Wohnhaus in geschlossener Bebauung                                                                                 | Reihzecher Straße 17 (Karte)         | Bezeichnet mit 1827                                                                                              | Bemerkenswerte Haustür, baugeschichtlich von Bedeutung | 09286061 |
|                                         | Mietshaus in geschlossener Bebauung                                                                                | Reihzecher Straße 18 (Karte)         | Um 1890 | Baugeschichtlich von Bedeutung | 09286062 |
| Weitere Bilder                          | Drei Scheunen | Reihzecher Straße 19, 20, 21 (Karte) | 19. Jahrhundert                                                                                                  | Ortsentwicklungsgeschichtlich von Bedeutung | 09286013 |
|                                         | Ackerbürgerhaus in geschlossener Bebauung und winklig anschließendes Nebengebäude mit Laubengang                   | Reihzecher Straße 22 (Karte)         | 2. Hälfte 18. Jahrhundert                                                                                        | Baugeschichtlich von Bedeutung | 09286063 |
| Direkt Bild zu diesem Denkmal hochladen | Ackerbürgerhaus in halboffener Bebauung und Scheune                                                                | Reihzecher Straße 24 (Karte)         | 1. Hälfte 19. Jahrhundert                                                                                        | Baugeschichtlich von Bedeutung | 09286064 |
| Direkt Bild zu diesem Denkmal hochladen | Wohnhaus in geschlossener Bebauung                                                                                 | Ritterstraße 5 (Karte)               | 1. Hälfte 19. Jahrhundert                                                                                        | Bemerkenswerte Haustür, baugeschichtlich von Bedeutung | 09286087 |
| Direkt Bild zu diesem Denkmal hochladen | Ackerbürgerhaus in halboffener Bebauung                                                                            | Ritterstraße 6 (Karte)               | frühes 19. Jahrhundert                                                                                           | Baugeschichtlich von Bedeutung | 09286088 |
| Direkt Bild zu diesem Denkmal hochladen | Ackerbürgerhaus in geschlossener Bebauung                                                                          | Ritterstraße 16 (Karte)              | Bezeichnet mit 1836                                                                                              | Baugeschichtlich von Bedeutung | 09286089 |
|                                         | Wohnhaus und Nebengebäude in geschlossener Bebauung                                                                | Rolandstraße 4 (Karte)               | 1. Hälfte 19. Jahrhundert                                                                                        | Baugeschichtlich von Bedeutung | 09286086 |
|                                         | Wohnhaus in offener Bebauung                                                                                       | Schulstraße 2 (Karte)                | Um 1900 | Baugeschichtlich von Bedeutung | 09286002 |
| Weitere Bilder                          | Wohnhaus mit zwei Nebengebäuden im Winkel                                                                          | Topfmarkt 1 (Karte)                  | 19. Jahrhundert, im Kern älter                                                                                   | Baugeschichtlich von Bedeutung und wichtig für Straßenbild | 09286051 |
| Direkt Bild zu diesem Denkmal hochladen | Wohnhaus in geschlossener Bebauung                                                                                 | Topfmarkt 2 (Karte)                  | Um 1800 | Baugeschichtlich und platzbildprägend von Bedeutung | 09286082 |
| Direkt Bild zu diesem Denkmal hochladen | Teile eines Wohnhauses (Kelleranlage und Erdgeschoss) in geschlossener Bebauung                                    | Topfmarkt 3 (Karte)                  | 1657 | Front in Mischmauerwerk, verputzt, Tür- und Fenstergewände in Sandstein, baugeschichtlich und stadtentwicklungsgeschichtlich von Bedeutung | 09286081 |
| Weitere Bilder                          | Wohnhaus in geschlossener Bebauung                                                                                 | Topfmarkt 4 (Karte)                  | 19. Jahrhundert                                                                                                  | Mit Laden, baugeschichtlich und platzbildprägend von Bedeutung | 09286080 |
| Weitere Bilder                          | Wohnhaus in halboffener Bebauung, mit seitlichem Torbogen                                                          | Topfmarkt 5 (Karte)                  | Um 1600 und später                                                                                               | Putzbau mit Renaissance-Sitznischenportal, baugeschichtlich und platzbildprägend von Bedeutung | 09286079 |
| Weitere Bilder                          | Wohnhaus in halboffener Bebauung                                                                                   | Topfmarkt 6 (Karte)                  | Um 1800, im Kern wohl älter                                                                                      | Baugeschichtlich und platzbildprägend von Bedeutung | 09286039 |
| Weitere Bilder                          | Ackerbürgerhaus in geschlossener Bebauung und Ecklage                                                              | Topfmarkt 7 (Karte)                  | Um 1600 und später                                                                                               | Putzbau mit Renaissance-Sitznischenportal, baugeschichtlich und platzbildprägend von Bedeutung | 09286078 |
| Weitere Bilder                          | Wohnhaus in geschlossener Bebauung und Ecklage                                                                     | Topfmarkt 8 (Karte)                  | 19. Jahrhundert                                                                                                  | Baugeschichtlich und platzbildprägend von Bedeutung | 09286077 |
| Weitere Bilder                          | Wohnhaus in geschlossener Bebauung                                                                                 | Topfmarkt 9 (Karte)                  | Bezeichnet mit 1842                                                                                              | Baugeschichtlich und platzbildprägend von Bedeutung | 09286084 |
| Weitere Bilder                          | Wohnhaus in geschlossener Bebauung und Ecklage                                                                     | Topfmarkt 10 (Karte)                 | 1. Hälfte 19. Jahrhundert                                                                                        | Baugeschichtlich und platzbildprägend von Bedeutung | 09286085 |
| Weitere Bilder                          | Wohnhaus in halboffener Bebauung                                                                                   | Torgauer Straße 2 (Karte)            | 19. Jahrhundert                                                                                                  | Baugeschichtlich und straßenbildprägend von Bedeutung | 09286097 |
| Weitere Bilder                          | Parkanlage (Treblitzscher Park) mit zwei Gartenvasen und Grablege Max Schlenker sowie Stieleiche                   | Treblitzsch (Karte)                  | 1911 (Statue); 1928–1935 (Parkanlage); 1935 (Grablege)                                                           | Landschaftspark mit Charakter eines Arboretums mit wertvollem Baum- und Strauchbestand, Wegeführung, Brücken, Gartenskulptur u. a. sowie Solitärbaum südlich des Parkes, ehemaliger Gutspark des Rittergutes Ammelgoßwitz, gartenkünstlerische, wissenschaftliche und landschaftsgestaltende Bedeutung. Der Treblitzscher Park wurde zwischen 1928 und 1935 als Landschaftspark angelegt. Gleichzeitig kann aufgrund seiner Fülle an dendrologischen Besonderheiten von einem Arboretum gesprochen werden. | 09286113 |

## Bockwitz
| Bild           | Bezeichnung                                                                                                | Lage                           | Datierung                 | Beschreibung | ID       |
| -------------- | --- | ------------------------------ | ------------------------- | --- | -------- |
| Weitere Bilder | Sächsisch-Preußischer Grenzstein: Pilar Nr. 10 (linkselbisch) sowie 53 Läufersteine                        | (Flur 5, Flurstück 13) (Karte) | Nach 1828                 | Siehe auch Sachgesamtheit 09305644; vermessungsgeschichtlich und landesgeschichtlich von Bedeutung als Zeitdokument der historischen Grenzziehung zwischen Sachsen und Preußen nach dem Wiener Kongress 1815 | 08972655 |
| Weitere Bilder | Östliches Auszugshaus mit angebautem Stallteil und westliches Seitengebäude eines ehemaligen Dreiseithofes | Bockwitz 4 (Karte)             | 19. Jahrhundert           | Baugeschichtlich und sozialgeschichtlich von Bedeutung. - Östliches Auszugshaus mit angebautem Stallteil: Vorderteil wohl ehemaliges Auszugsbereich, Krüppelwalmdach, rückwärtig jüngerer Stallteil in Ziegel, verputzt, Satteldach noch vorhanden - Westliches Wohnstallhaus (Abbruch 2013 festgestellt): zweigeschossig, Erdgeschoss massiv, Obergeschoss Fachwerk verputzt, Krüppelwalmdach, rückwärtiger Gebäudeteil (Stallungen) schmaler | 08966455 |
| Weitere Bilder | Westliches Wohnhaus und östliches Auszugshaus eines Dreiseithofes                                          | Bockwitz 10 (Karte)            | Um 1820                   | Baugeschichtlich und sozialgeschichtlich von Bedeutung. - Wohnhaus: zweigeschossig, Krüppelwalmdach, im Obergeschoss möglicherweise Fachwerk, verputzt - Auszugshaus: zweigeschossiges Wohnstallhaus, Erdgeschoss massiv in Bruchstein und Ziegel, Obergeschoss Fachwerk, verputzt, Krüppelwalmdach | 08966499 |
| Weitere Bilder | Östliches Seitengebäude (mit Kumthalle) eines Dreiseithofes                                                | Bockwitz 37 (Karte)            | 2. Hälfte 19. Jahrhundert | Sozialgeschichtlich von Bedeutung. Rückwärtiger Stall jünger, verputzt mit Klinkergliederungen, Kumthalle mit viereckigem Pfeiler. Auszugshaus (Abbruch 2013 festgestellt): Wohnstallhaus, zweigeschossig, massiv, verputzt, Satteldach mit Fledermausgaupen. | 08966448 |
|                | Häusleranwesen, bestehend aus Wohnhaus und Seitengebäude                                                   | Bockwitz 41 (Karte)            | 19. Jahrhundert           | Baugeschichtlich und sozialgeschichtlich von Bedeutung. - Wohnhaus: eingeschossig, in Bruchstein und Lehm ausgeführt, Satteldach, Giebel verbrettert - Seitengebäude: Stallscheune, in Bruchstein, verputzt, Torbogen und Traufgesims in Ziegel, Giebel verbrettert, rückwärtig zweigeschossiger Anbau (neu) | 08966452 |
| Weitere Bilder | Scheune | Bockwitz 55 (Karte)            | Um 1800                   | Heute Feuerwehrhaus, baugeschichtlich und ortsbildprägend von Bedeutung. Mauerwerksbau, verputzt, Satteldach mit Fledermausgaupen, flachbogiges Tor, daneben korbbogige Fensteröffnung, an einer Giebelseite heute moderne Tore für Feuerwehrfahrzeuge, Rückseite Tür und zwei Fenster neu. | 08966524 |

## Döbeltitz
| Bild           | Bezeichnung | Lage                    | Datierung                                                                         | Beschreibung | ID       |
| -------------- | --- | ----------------------- | --------------------------------------------------------------------------------- | --- | -------- |
| Weitere Bilder | Wohnhaus (ohne Stallanbau), östliche Scheune und südliches Seitengebäude mit Auszugshaus eines Dreiseithofes sowie Hofpflaster | Elbaue 23 (Karte)       | Mitte 19. Jahrhundert (Bauernhaus und Auszugshaus); bezeichnet mit 1892 (Scheune) | In gutem Originalzustand erhaltene geschlossene Hofanlage, eindrucksvolles Zeugnis der Wohn- und Wirtschaftsweise vergangener Zeiten, Hofpflaster mit kreisrunder Göpelbahn | 09286631 |
| Weitere Bilder | Wegestein | Elbaue 24 (Karte)       | Um 1900                                                                           | Sandsteinstele mit flachem, pyramidalem Abschluss und Inschrift, verkehrsgeschichtlich von Bedeutung                                                                        | 09301459 |
| Weitere Bilder | Denkmal für die Gefallenen des Ersten Weltkrieges                                                                              | Elbaue 26 (bei) (Karte) | Nach 1918                                                                         | Ortsgeschichtlich von Bedeutung | 09286630 |
| Weitere Bilder | Wohnhaus (ehemals Gasthaus) und Scheune eines Hakenhofes                                                                       | Elbaue 27 (Karte)       | Bezeichnet mit 1786                                                               | Wohnhaus Obergeschoss Fachwerk, baugeschichtlich und als eines der ältesten Gebäude des Ortes von geschichtlicher Bedeutung                                                 | 09286629 |
| Weitere Bilder | Wegestein | Elbaue 32 (bei) (Karte) | Um 1900                                                                           | Quadratische Sandsteinstele mit eingemeißelter Inschrift und Richtungspfeilen, von verkehrshistorischer Bedeutung                                                           | 09286628 |
| Weitere Bilder | Bergkeller | Elbaue 36 (zu) (Karte)  | 1. Hälfte 19. Jahrhundert                                                         | Zeugnis der Wirtschaftsweise vergangener Zeiten | 09286635 |

## Dröschkau
| Bild           | Bezeichnung | Lage                                                   | Datierung                 | Beschreibung | ID       |
| -------------- | --- | ------------------------------------------------------ | ------------------------- | --- | -------- |
| Weitere Bilder | Privatkapelle (Heynitz-Kapelle) | (Gemarkung Liebersee, Flur 11, Flurstück 36/1) (Karte) | Ende 19. Jahrhundert      | Auf Hügel errichteter markanter oktogonaler Klinkerbau mit einfachen Streben, gestalterisch hervorgehobener Traufzone und flachem Pyramidendach, Eingang mit Familienwappen hervorgehoben, Historismusbau, architekturgeschichtlich und personengeschichtlich sowie künstlerisch bedeutend | 09300378 |
| Weitere Bilder | Rittergut und Park Dröschkau (Sachgesamtheit) | Dröschkau 9, 11, 12 (Karte)                            | 16.–19. Jahrhundert       | Sachgesamtheit Rittergut und Park Dröschkau, mit folgenden Einzeldenkmalen: Herrenhaus mit Wirtschaftstrakt, westliches Torhaus, östliches Wohngebäude sowie östlich anschließende Mauerreste eines ehemaligen Wirtschaftsgebäudes (siehe Einzeldenkmal 09286330 unter gleicher Anschrift) und der südlich gelegene Gutspark (Gartendenkmal); baugeschichtlich, kunstgeschichtlich, ortsgeschichtlich und gartenkünstlerisch von Bedeutung | 09304688 |
| Weitere Bilder | Lang gestrecktes Herrenhaus mit Wirtschaftstrakt, westliches Torhaus, östliches Wohngebäude sowie östlich anschließende Mauerreste eines ehemaligen Wirtschaftsgebäudes (Einzeldenkmale zu ID-Nr. 09304688) | Dröschkau 9, 11, 12 (Karte)                            | 2. Hälfte 16. Jahrhundert | Einzeldenkmale der Sachgesamtheit Rittergut und Park Dröschkau; baugeschichtlich, kunstgeschichtlich und ortsgeschichtlich von Bedeutung. - Östliches Wohnhaus: zweieinhalbgeschossig, massiv in Bruchstein und Ziegel, verputzt, Gewände in Sandstein, Mansarddach, Schlussstein der Haustür datiert mit MDCCCIII, darüber Wappenstein datiert mit 1593 - rückseitig Anbau, lang gestreckter Wohn- und Wirtschaftstrakt (ehemaliges Herrenhaus): datiert mit 1696, zweigeschossig, Mauerwerk in Bruchstein und Ziegel, verputzt, Gewände in Sandstein, größtenteils abgefasst, eine Tür mit rustizierter Rahmung, Traufgesims aus Formsteinen, Walmdach mit Fledermausgaupen abgebrochen, Stallungen im Erdgeschossmit Kreuzgratgewölben auf viereckigen Pfeilern, im Obergeschoss in den Wohnräumen und im Flur historische Farbfassungen - westliches sogenanntes Torhaus: im Kern 16. Jahrhundert, Anbau frühes 19. Jahrhundert, zweigeschossiger Bau in Bruchstein- und Ziegelmauerwerk, Fenstergewände und teilweise Gliederungselemente in Sandstein, schöner Schweifgiebel auf der Gartenseite, Anbau ebenfalls gartenseitig, mit Pilastergliederung, Balkon auf Gusseisensäulen, Außentreppe zum Obergeschoss, straßenseitiger Gebäudeteil größtenteils abgebrochen - Reste des Stallgebäudes: Mischmauerwerk, im Inneren Pfeilerstellungen mit Flachbögen, Garten mit Terrasse, auf der Terrasse Geländerpfosten in Sandstein | 09286330 |

## Kaisa
| Bild           | Bezeichnung                                                                       | Lage                   | Datierung                                  | Beschreibung | ID       |
| -------------- | --------------------------------------------------------------------------------- | ---------------------- | ------------------------------------------ | --- | -------- |
| Weitere Bilder | Westliches Wohnstallhaus und südliche Scheune eines Dreiseithofes                 | Kaisa 23 (Karte)       | Um 1800 (Wohnstallhaus); um 1900 (Scheune) | Baugeschichtlich und wirtschaftsgeschichtlich von Bedeutung. - Wohnstallhaus: zweigeschossig, Erdgeschoss und Giebel massiv, Obergeschoss Fachwerk, verputzt, Satteldach - Scheune: mit Pferdestall und Remise, verputzt, Gliederungen in Ziegel, Satteldach | 09286240 |
|                | Östliches Seitengebäude mit Auszugsteil und nördliche Scheune eines Dreiseithofes | Kaisa 26, 27 (Karte)   | Um 1850 (Auszugshaus); um 1890 (Scheune)   | Baugeschichtlich und sozialgeschichtlich von Bedeutung. - Seitengebäude: zweigeschossig, Erdgeschoss massiv, teils Lehm, teils Ziegel, Obergeschoss teils Fachwerk, teils massiv, bis auf den Giebel verputzt, Satteldach, hinterer Gebäudeteil wohl jünger - Scheune: Ziegelmauerwerk, verputzt, Satteldach, zwei Tore, korbbogig geschlossen, Bogen in Ziegelstein belassen, Lüftungsöffnungen mit Ziergittern | 09286237 |
|                | Ehemaliger Gasthof mit Saalanbau                                                  | Kaisa 31 (Karte)       | 2. Hälfte 19. Jahrhundert                  | Baugeschichtlich und ortsgeschichtlich von Bedeutung. Eingeschossig, Graupelputz mit Gliederungen in Glattputz, hechtartiges Dachhaus, zum Teil alte Fenster, gebrochenes Dach mit Krüppelwalm, Saal eingeschossig mit Rundbogenöffnungen, Gliederung durch rustizierte Lisenen, zweiflüglige Tür, flachbogig gerahmt, Walmdach.                                                                                 | 09286234 |
| Weitere Bilder | Denkmal für die Gefallenen des Ersten Weltkrieges                                 | Kaisa 32 (bei) (Karte) | Nach 1918                                  | Ortsgeschichtliche Bedeutung. Inschriftstein auf zweistufigem grob behauenem Sockel, über der Inschrift Eisernes Kreuz. | 08966442 |
|                | Häuslerhaus                                                                       | Kaisa 36 (Karte)       | Um 1800                                    | Obergeschoss einriegeliges Fachwerk, baugeschichtlich von Bedeutung. Zweigeschossig, Erdgeschoss massiv, Giebel massiv, Satteldach. | 09286235 |
| Weitere Bilder | Wohnhaus mit Garage                                                               | Kaisa 38 (Karte)       | Um 1915                                    | Baugeschichtlich von Bedeutung. Eingeschossig, verputzt, Mansarddach, Hauseingang mit hölzernem Vordach, darüber Dachhaus verbrettert, sparsame Putzgliederungen. | 09286236 |

## Kobershain
| Bild           | Bezeichnung | Lage                          | Datierung | Beschreibung | ID       |
| -------------- | --- | ----------------------------- | --- | --- | -------- |
| Weitere Bilder | Ehemaliger Pfarrhof mit nördlichem Wohnhaus, südlichem Seitengebäude und östlicher Scheune sowie Einfriedung und Pfarrgarten           | Am Nonnenpark 2 (Karte)       | 1. Hälfte 19. Jahrhundert | Markantes Ensemble, bildet mit Kirche historischen Ortsmittelpunkt, baugeschichtlich und ortsgeschichtliche Bedeutung | 09286265 |
| Weitere Bilder | Windmühle | Mühlweg 13 (Karte)            | 18. Jahrhundert | Bockwindmühle, landschaftsprägend, technikgeschichtliche Bedeutung, zudem von Belang für das Ortsbild. | 09286272 |
| Weitere Bilder | Kirche mit Ausstattung, Kirchhof, Glockenstuhl mit zwei Glocken und Einfriedung                                                        | Neue Hauptstraße (Karte)      | Bezeichnet mit 1605 (Kirche); 1605 (Taufe); 2. Drittel 18. Jahrhundert (Altar); bezeichnet mit 1793 (Glocke); bezeichnet mit 1971 (Glocke) | Saalkirche mit Dachreiter, bedeutsames Zeugnis der Kirchenbaukunst auf dem Lande, geschichtliche und künstlerische Bedeutung, von besonderem Wert für das Ortsbild. Kirche polygonal geschlossener Rechteckbau aus verputztem Bruchsteinmauerwerk. Gekehltes Rundbogenportal an der Südseite, bezeichnet mit 1605. Frei stehender Glockenstuhl: Metallgerüst mit zwei Glocken. | 09286269 |
|                | Denkmal für die Gefallenen des Ersten Weltkrieges                                                                                      | Neue Hauptstraße (Karte)      | Nach 1918 | Ortsgeschichtlich von Bedeutung | 09286266 |
| Weitere Bilder | Westliches Wohnhaus, östliches Seitengebäude und nördliche Scheune eines Dreiseithofes                                                 | Neue Hauptstraße 32 (Karte)   | 19. Jahrhundert | Letzter weitgehend original erhaltene Hof von Kobershain, baugeschichtlich und ortsgeschichtliche Bedeutung. | 09286268 |
| Weitere Bilder | Schloss (Nr. 1), zwei Torbauten (Nr. 1 und 3) und Wirtschaftsgebäude (Nr. 7) des ehemaligen Rittergutes sowie Gutspark (Gartendenkmal) | Zum Rittergut 1, 3, 7 (Karte) | 1. Hälfte 18. Jahrhundert (Schloss); 18. Jahrhundert (Torhaus und Wirtschaftsgebäude)                                                      | Schlossgebäude spätbarocker Bau mit Lisenengliederung und Mansarddach, davor Freitreppe, Wirtschaftsgebäude an der Neuen Hauptstraße markantes, weithin sichtbares, eingeschossiges Gebäude mit hohem Krüppelwalmdach, Bauten vor allem mit baugeschichtlicher, ortsgeschichtlicher und teilweise auch künstlerischer Bedeutung. Das nördliche, dem Schloss gegenüberliegende Wirtschaftsgebäude zeigt zum Teil Fachwerk im Obergeschoss (Streichung 2013, nicht denkmalgerecht saniert). Die beiden turmartigen Torhäuser flankieren den Eingang zum Wirtschaftshof des Rittergutes. Das Schloss wird neben der Gliederung durch Lisenen durch ein Wappen über dem Eingang belebt. Die beiden südöstlichen Wirtschaftsgebäude besitzen keinen ausreichenden Denkmalwert (Streichung 2013). Das unmittelbar an der Neuen Hauptstraße gelegene Wirtschaftsgebäude (Zum Rittergut 7) zeigt Fachwerk in den Giebeln. Auf der Rückseite befinden sich zwei kleine Dachhäuschen, hier auch die Maßstäblichkeit der Öffnungen gewahrt. Mit seinem hohen, ohne Störungen erhaltenen Krüppelwalmdach ist der um 1850 entstandenen Bau wohl eines der markantesten und am authentischsten erhaltenen ländlichen Gebäude im Altkreis Torgau. | 09286263 |

## Lausa
| Bild           | Bezeichnung                                                                         | Lage                             | Datierung                                               | Beschreibung | ID       |
| -------------- | ----------------------------------------------------------------------------------- | -------------------------------- | ------------------------------------------------------- | --- | -------- |
| Weitere Bilder | Sächsisch-Preußischer Grenzstein: Pilar Nr. 11 (linkselbisch) sowie 29 Läufersteine | (Flur 3, Flurstück 78/1) (Karte) | Nach 1828                                               | Siehe auch Sachgesamtheit 09305644; vermessungsgeschichtlich und landesgeschichtlich von Bedeutung als Zeitdokument der historischen Grenzziehung zwischen Sachsen und Preußen nach dem Wiener Kongress 1815. Scharrierter Pyramidenstumpf aus Sandstein mit Plinthe direkt auf der Grenzlinie, allseitig eingemeißelt Nummer 11 und Landeskürzel K.P./K.S., 29 zugehörige Läufersteine in unregelmäßigen Abständen auf der Grenzlinie Sandstein an den Kanten beschädigt und stark abgewittert, Inschriften noch lesbar.                           | 08972656 |
| Weitere Bilder | Ehemaliger Gasthof, mit Anbau                                                       | Lausa 17 (Karte)                 | 1750                                                    | Obergeschoss Fachwerk, regionalgeschichtliche Bedeutung. Zweigeschossig, Vorderseite vollständig Fachwerk, ein Giebel verbrettert, Satteldach, rückseitig erweitert, jüngerer Stallanbau. | 09286230 |
| Weitere Bilder | Wohnhaus                                                                            | Lausa 20 (Karte)                 | Um 1910                                                 | Zeittypischer Putzbau mit Mansarddach, baugeschichtliche Bedeutung. Zweigeschossig, Fenstergewände in Kunststein, Fenster und Fensterläden original, straßenseitig Anbau mit Balkon, Hauseingang mit Vordach. | 08966437 |
| Weitere Bilder | Kirche mit Ausstattung, Kirchhof und zwei Grabmale                                  | Lausa 21a (Karte)                | Um 1500 (Kirche); bezeichnet mit 1700, Rückwand (Altar) | Kirche spätgotischer Putzbau mit fast quadratischem Schiff, baugeschichtlich und ortsgeschichtlich von Bedeutung. Mit eingezogenem, polygonal geschlossenem Chor mit Strebepfeilern, Maßwerkfenstern und Sakristeianbau im Süden, mit schindelgedecktem Dachreiter über dem Westgiebel, außerdem steht die gesamte Innenausstattung (einschließlich der Vasa Sacra) unter Denkmalschutz. - zwei Grabmale in Sandstein: - 1. Sandsteinpostament mit Urnenaufsatz - 2. Grabmal an der südlichen Kirchenwand - die übrigen Grabmale nur noch Fragmente | 09286233 |

## Liebersee
| Bild                                    | Bezeichnung                                                                                                   | Lage                      | Datierung                                                    | Beschreibung | ID       |
| --------------------------------------- | --- | ------------------------- | ------------------------------------------------------------ | --- | -------- |
|                                         | Wohnhaus und Seitengebäude sowie Teil der Einfriedung eines ehemaligen Dreiseithofes                          | Liebersee 15 (Karte)      | 1797 (Bauernhaus); 2. Hälfte 19. Jahrhundert (Seitengebäude) | Baugeschichtlich und sozialgeschichtlich von Bedeutung. - Wohnhaus: zweigeschossig, massiv, verputzt, Dach mit Schopfwalm, Fenster im Erdgeschoss und Haustür Sandsteinrahmungen, an der Haustür profiliert - Pferdestall mit Auszug: zweigeschossig, massiv, verputzt, Satteldach, Klinkergliederungen am Stallteil, Einfriedung über gemauertem Sockel | 08966441 |
| Direkt Bild zu diesem Denkmal hochladen | Südöstliches Wohnstallhaus eines ehemaligen Dreiseithofes                                                     | Liebersee 25 (Karte)      | Um 1830                                                      | Obergeschoss zweiriegeliges Fachwerk, baugeschichtlich von Bedeutung. Zweigeschossig, Erdgeschoss massiv in Bruchstein und Ziegel, Giebel massiv, insges. verputzt mit Putzgliederungen, Krüppelwalmdach. | 09286303 |
|                                         | Häuslerhaus                                                                                                   | Liebersee 26 (Karte)      | Bezeichnet mit 1829                                          | Eingeschossiger Putzbau, ein Giebel in Fachwerk, sozialgeschichtlich von Bedeutung. In Bruchstein und Ziegel, verputzt, Krüppelwalmdach, Haustür mit Rahmung in Sandstein bezeichnet mit „No.41.Seges Coeli.1829“. | 09286301 |
| Direkt Bild zu diesem Denkmal hochladen | Wohnhaus (Nr. 30a) und Seitengebäude mit Auszug (Nr. 30) eines Dreiseithofes                                  | Liebersee 30, 30a (Karte) | Um 1800 (Bauernhaus); um 1850 (Seitengebäude)                | Baugeschichtlich und sozialgeschichtlich von Bedeutung. - Wohnhaus: zweigeschossig, Erdgeschoss massiv in Bruchstein und Ziegel, Obergeschoss Fachwerk, verputzt, Haustür mit Sandsteinrahmung - Auszugshaus: zweigeschossig, massiv, verputzt, Satteldach, Tür- und Fensterrahmungen in Sandstein, schöne Giebelanfängersteine - Pferdestall: zweigeschossig, massiv, verputzt, Satteldach, Kumthalle mit Sandsteinpfeilern und steinerner Treppe, im Obergeschoss Futterboden und ehemalige Kumtkammern | 09290265 |
| Weitere Bilder                          | Häuslerhaus                                                                                                   | Liebersee 37 (Karte)      | Um 1800                                                      | Obergeschoss zum Teil Fachwerk, baugeschichtliche Bedeutung. Wohnstallhaus, teils massiv in Bruchstein und Ziegel, zweigeschossig, verputzt, Satteldach, teilweise Kreuzstockfenster, guter Originalzustand | 09286304 |
| Weitere Bilder                          | Nordwestliches Wohnhaus, südwestliches und östliches Seitengebäude sowie südliche Scheune eines Dreiseithofes | Liebersee 40 (Karte)      | Bezeichnet mit 1887                                          | Wohnhaus zeittypischer Putzbau mit reicher Gliederung, baugeschichtlich und wirtschaftsgeschichtlich von Bedeutung. - Wohnhaus: zweigeschossig, verputzt, Satteldach, reich gegliedert, schöne Haustür, über der Tür bezeichnet mit „MDCCCLXXXVII/Nro 12/HW“ - Seitengebäude: ein- und anderthalbgeschossig, Satteldächer, Klinkergliederungen | 09286302 |

## Mahitzschen
| Bild           | Bezeichnung | Lage                         | Datierung                                                                                           | Beschreibung | ID       |
| -------------- | --- | ---------------------------- | --------------------------------------------------------------------------------------------------- | --- | -------- |
| Weitere Bilder | Herrenhaus (Dorfstraße 1) mit östlich anschließendem Wirtschaftsgebäude mit Torhaus (Dorfstraße 34) sowie ehemalige Gutsscheune (Dorfstraße 59) des Rittergutes | Dorfstraße 1, 34, 59 (Karte) | Ende 18. Jahrhundert (Herrenhaus und Gutsscheune); 19. Jahrhundert (Torhaus und Wirtschaftsgebäude) | Herrenhaus spätbarocker Putzbau mit Krüppelwalmdach, baugeschichtlich und ortsgeschichtlich von Bedeutung                                                   | 09286633 |
| Weitere Bilder | Wohnstallhaus mit Scheunenanbau eines Winkelhofes | Dorfstraße 21 (Karte)        | 1841                                                                                                | Wohnstallhaus Obergeschoss Fachwerk, Zeugnis der Wohn- und Wirtschaftsweise vergangener Zeiten, baugeschichtlich und wirtschaftsgeschichtlich von Bedeutung | 09286634 |

## Neußen
| Bild           | Bezeichnung                                                                                         | Lage               | Datierung                                                                                               | Beschreibung | ID       |
| -------------- | --------------------------------------------------------------------------------------------------- | ------------------ | --- | --- | -------- |
| Weitere Bilder | Kirche mit Ausstattung, Kirchhof, Einfriedung und Denkmal für die Gefallenen des Ersten Weltkrieges | Neußen (Karte)     | 1778 (Kirche); nach 1918 (Kriegerdenkmal)                                                               | Kirche verputzter Bruchsteinbau mit kleiner Sakristei im Osten, baugeschichtlich und ortsgeschichtlich von Bedeutung. - verputzter Bruchsteinbau mit kleiner Sakristei im Osten, geschweifter Barockhaube über dem Westgiebel und südlicher Patronatsloge aus im Erdgeschoss massiv unterfangenem Fachwerk, außerdem steht die gesamte Innenausstattung (einschließlich der Vasa Sacra) unter Denkmalschutz - Kriegerdenkmal: Sandstein, sich nach oben verjüngender Inschriftstein über Sockelquader, oben Eisernes Kreuz in Relief | 08966447 |
|                | Wohnstallhaus mit Stallanbau eines ehemaligen Dreiseithofes                                         | Neußen 49 (Karte)  | Um 1830                                                                                                 | Baugeschichtlich und sozialgeschichtlich von Bedeutung. Zweigeschossig, Erdgeschoss massiv, Obergeschoss teilweise Fachwerk, teils freiliegend, teils verputzt, Krüppelwalmdach, einige Fenster aus der Erbauungszeit, rückwärtiger Stallanbau jünger, vollständig massiv, Erdgeschoss verputzt, Obergeschoss ziegelsichtig. | 08966950 |
|                | Wohnstallhaus mit Stallanbau eines ehemaligen Dreiseithofes                                         | Neußen 52 (Karte)  | Bezeichnet mit 1831                                                                                     | Baugeschichtlich und sozialgeschichtlich von Bedeutung. Zweigeschossig, Erdgeschoss massiv, Obergeschoss teilw. Fachwerk, größtenteils verputzt, Krüppelwalmdach, über Haustür Dat: 1831, rückwärtiger Wohn- und Stallanbau jünger, vollständig massiv. | 08966789 |
| Weitere Bilder | Pfarrhaus, Nebengebäude, Pfarrgarten und Einfriedung                                                | Neußen 60 (Karte)  | Um 1800                                                                                                 | Baugeschichtlich und ortsgeschichtlich von Bedeutung. - Pfarrhaus: zweigeschossig, massiv, verputzt, Krüppelwalmdach, Haustür mit Sandsteinrahmung - Nebengebäude: eingeschossig, Mischmauerwerk, ursprünglich verputzt, Giebel ziegelsichtig, Satteldach - Einfriedung: Bruchsteinmauer, Tor mit Sandsteinpfeilern | 08966446 |
|                | Wohnhaus eines ehemaligen Bauernhofes                                                               | Neußen 77 (Karte)  | Um 1820                                                                                                 | Obergeschoss Fachwerk, geschichtliche Bedeutung. Zweigeschossig, Erdgeschoss massiv, Krüppelwalmdach, rückwärtig massiver Anbau, ursprünglich wohl Stallung. | 08967002 |
| Weitere Bilder | Häuslerhaus                                                                                         | Neußen 99 (Karte)  | Um 1800                                                                                                 | Baugeschichtliche Bedeutung. Zweigeschossig, Erdgeschoss massiv, Obergeschoss Fachwerk, einriegelig, Krüppelwalmdach mit Fledermausgaupe. | 08966630 |
| Weitere Bilder | Wohnhaus, Seitengebäude, Scheune und Brunnen eines Bauernhofes                                      | Neußen 100 (Karte) | 2. Hälfte 18. Jahrhundert (Wohnstallhaus); um 1860 (Scheune); 2. Hälfte 19. Jahrhundert (Seitengebäude) | Wohnhaus, ehemals Wohnstallhaus, im Kern Fachwerkbau, Scheune in Lehm und Ziegel, Seitengebäude in Ziegel- und Natursteinmauerwerk, Brunnen mit ausgemauertem Schacht, baugeschichtliche und heimatgeschichtliche Bedeutung; nach 2017 aus der Denkmalliste gestrichen | 09305718 |

## Oelzschau
| Bild           | Bezeichnung | Lage                           | Datierung | Beschreibung | ID       |
| -------------- | --- | ------------------------------ | --- | --- | -------- |
| Weitere Bilder | Rittergut und Park Oelzschau bei Belgern (Sachgesamtheit) | Hauptstraße 15, 17, 18 (Karte) | 18./19. Jahrhundert (Rittergut); 1668 (Platane)                                                                                            | Sachgesamtheit Rittergut und Park Oelzschau bei Belgern, mit folgenden Einzeldenkmalen: Herrenhaus (Nr. 15), Gutsverwalterhaus (Nr. 17), Wirtschaftsgebäude über winkligem Grundriss (Nr. 18), Einfriedungsmauer und Eiskeller (siehe auch Einzeldenkmale 09286209 unter gleicher Anschrift) sowie der Gutspark mit Schlossteich und Platane westlich des Herrenhauses (Gartendenkmale); baugeschichtlich, kunstgeschichtlich, ortsgeschichtlich und gartenkünstlerisch von Bedeutung | 09304690 |
| Weitere Bilder | Herrenhaus (Nr. 15), Gutsverwalterhaus (Nr. 17), Wirtschaftsgebäude über winkligem Grundriss (Nr. 18) und Einfriedungsmauer sowie Eiskeller (Einzeldenkmale zu ID-Nr. 09304690) | Hauptstraße 15, 17, 18 (Karte) | 16. Jahrhundert im Kern (Herrenhaus); 1725 (Herrenhaus); um 1800 (Gutsverwalterhaus); 19. Jahrhundert (Wirtschaftsgebäude und Pferdestall) | Einzeldenkmale der Sachgesamtheit Rittergut und Park Oelzschau bei Belgern; baugeschichtlich, kunstgeschichtlich und ortsgeschichtlich von Bedeutung. - Herrenhaus: zweigeschossig, Mischmauerwerk, verputzt, Krüppelwalmdach, mittig großes Dachhaus, vor dem Eingang Balkonvorbau auf vier toskanischen Säulen, rückwärtig turmartiger Anbau, insgesamt viele originale Details - Verwalterhaus mit Erweiterungsbau: zweigeschossig, verputzt, Walmdach, Fenster- und Türgewände größtenteils in Naturstein, Haustürrahmung korbbogig mit Schlussstein, schönes Treppenhaus mit Brettbalustern, zum Teil alte Türen, im Erweiterungsbau im Erdgeschoss zum Teil Kreuzgewölbe - Stallscheune (wohl Pferdestall): eingeschossig, vorwiegend Bruchsteinmauerwerk, verputzt, Satteldach, mittig korbbogige Einfahrt, herrenhausseitiger Giebel mit drei Arkaden, wahrscheinlich ursprünglich Kumthalle, schönes Sandsteinportal mit Schlussstein, Fenstergewände zum Teil ebenfalls in Sandstein - Gebäuderest eines Stalles: zweigeschossig, Mischmauerwerk, verputzt, Krüppelwalmdach mit Fledermausgaupen, Stall mit Kreuzgratgewölben auf Pfeilern, Gewände in Sandstein - Parkgelände mit Teich | 09286209 |
| Weitere Bilder | Ehemaliges Mühlenanwesen, bestehend aus Wohnhaus und zwei Seitengebäuden | Hauptstraße 42 (Karte)         | Um 1800 | Baugeschichtlich und ortsgeschichtlich von Bedeutung. - Wohnhaus: zweigeschossig, Satteldach, eine Seite mit Krüppelwalm, Erdgeschoss und ein Giebel massiv, verputzt, Obergeschoss größtenteils Fachwerk, verbrettert - Seitengebäude: eingeschossig, verputzt, Satteldächer | 09286208 |

## Plotha
| Bild           | Bezeichnung | Lage                                   | Datierung                                                                                               | Beschreibung | ID       |
| -------------- | --- | -------------------------------------- | --- | --- | -------- |
| Weitere Bilder | Westliches Herrenhaus (Lindenplatz 15), südwestliches Verwalterhaus (Lindenplatz 16), zwei östlich anschließende Wirtschaftsgebäude (Lindenplatz 17 und 18) und zwei östliche Gutsscheunen (zu Nr. 10) des ehemaligen Rittergutes sowie Gutspark (Gartendenkmal) | Lindenplatz 10, 15, 16, 17, 18 (Karte) | Um 1700 (Gutsverwalterhaus); 2. Hälfte 19. Jahrhundert (Herrenhaus, Wirtschaftsgebäude und Gutsscheune) | Älteste Bausubstanz des Ortes, baugeschichtlich und ortsgeschichtlich von Bedeutung. Im Jahre 1913 war Franz Ruyter Eigentümer. | 09286627 |

## Probsthain
| Bild                                    | Bezeichnung | Lage                            | Datierung                                                                                        | Beschreibung | ID       |
| --------------------------------------- | --- | ------------------------------- | ------------------------------------------------------------------------------------------------ | --- | -------- |
|                                         | Denkmal für die Gefallenen des Ersten Weltkrieges                                                                    | Dorfstraße (Karte)              | 1919                                                                                             | Ortsgeschichtliche Bedeutung. Stele in Sandstein mit Inschriftplatte und Figurendarstellung (Frauenfigur mit Dolch und Kreuztafel) über Sockel, Einfassung in Naturstein, als Bekrönung Eisernes Kreuz in Kunststein, in den 1990er Jahren Gedenkplatte für die Opfer des Zweiten Weltkrieges angefügt. | 08967100 |
| Weitere Bilder                          | Kirche mit Ausstattung und Kirchhof mit Einfriedung                                                                  | Dorfstraße (Karte)              | Um 1200                                                                                          | Chorturmkirche, verputzter Bruchsteinbau, baugeschichtlich, künstlerisch und ortsgeschichtlich von Bedeutung. Chorturm eingezogen mit Apsis, Turm mit barocker Haube und Laterne (1838 erneuert), Inneres flachgedeckt. | 08967110 |
| Weitere Bilder                          | Transformatorenstation                                                                                               | Dorfstraße 37 (bei) (Karte)     | Um 1920                                                                                          | Typischer Turmtyp, versorgungs- und technikgeschichtliche Bedeutung. Turmartiger Ziegelbau auf rechteckigem Grundriss, Bruchsteinsockel, rechteckiger Eingang, Eisentür, originaler Putz, Ecklisenen, hölzerne Traufe (Kastentraufe), konkav geschwungenes Satteldach mit deutlichem Traufüberstand, Biberschwanzdeckung, traufseitig Zwillingsfenster (Rechteckfenster). | 08966495 |
| Direkt Bild zu diesem Denkmal hochladen | Wohnstallhaus eines ehemaligen Dreiseithofes                                                                         | Dorfstraße 40 (Karte)           | Mitte 19. Jahrhundert                                                                            | Schlichter Putzbau mit Satteldach, Bedeutung für die Kulturlandschaft. Zweigeschossig, massiv, straßenseitiger Giebel in gelben Klinkern, Fenster im historischen Bestand. | 08967112 |
| Direkt Bild zu diesem Denkmal hochladen | Nördliches Wohnstallhaus, zwei südliche Seitengebäude und westliche Scheune eines Dreiseithofes sowie Hofpflasterung | Dorfstraße 76 (Karte)           | 1869 (Wohnstallhaus); Mitte 19. Jahrhundert (Seitengebäude); 2. Hälfte 19. Jahrhundert (Scheune) | In seiner Struktur erhaltener Bauernhof, baugeschichtlich und wirtschaftsgeschichtlich von Bedeutung. - Wohnhaus: zweigeschossig, massiv, verputzt, hofseitig im Obergeschoss vielleicht Fachwerk, Krüppelwalmdach, außenseitig jüngerer Anbau, Stall ehemals mit Gewölben auf viereckigen Pfeilern (ein Pfeiler erhalten) - Scheune: massiv, verputzt, ursprünglich zweitorig, zwischen Scheune und Wohnstallhaus überdachte Durchfahrt - Stallgebäude: massiv, verputzt, Satteldächer, Hofpflasterung in Naturstein | 08967111 |
| Weitere Bilder                          | Probsthainer Windmühle mit Mühlentechnik                                                                             | Teichstraße 13 (hinter) (Karte) | Mitte 19. Jahrhundert                                                                            | Bockwindmühle, ortsbildprägend und von technikgeschichtlicher Bedeutung. Fuß und Mühlenhaus weitgehend in originalem Zustand, Mühlentechnik erhalten, Ruten nicht erhalten. | 08967101 |

## Schildau
| Bild           | Bezeichnung | Lage                                                                      | Datierung | Beschreibung | ID       |
| -------------- | --- | ------------------------------------------------------------------------- | --- | --- | -------- |
| Weitere Bilder | Sächsisch-Preußischer Grenzstein: Pilar Nr. 20 (linkselbisch) sowie 18 Läufersteine                                          | (Flur 13, Flurstück 22/1) (Karte)                                         | Nach 1828 | Siehe auch Sachgesamtheit 09305644; vermessungsgeschichtlich und landesgeschichtlich von Bedeutung als Zeitdokument der historischen Grenzziehung zwischen Sachsen und Preußen nach dem Wiener Kongress 1815. Scharrierter Pyramidenstumpf aus Sandstein mit Plinthe direkt auf der Grenzlinie, gegenüberliegend eingemeißelt Nummer 20 und Landeskürzel K.P./K.S., zugehörig 18 Läufersteine in unregelmäßigen Abständen auf der Grenzlinie. | 09303410 |
| Weitere Bilder | Sächsisch-Preußischer Grenzstein: Pilar Nr. 22 (linkselbisch) sowie 8 Läufersteine                                           | (S-Weg, Flur 13, Flurstück 94) (Karte)                                    | Nach 1828 | Siehe auch Sachgesamtheit 09305644; vermessungsgeschichtlich und landesgeschichtlich von Bedeutung als Zeitdokument der historischen Grenzziehung zwischen Sachsen und Preußen nach dem Wiener Kongress 1815. Scharrierter Pyramidenstumpf aus Sandstein mit Plinthe direkt auf der Grenzlinie, gegenüberliegend eingemeißelt Nummer 22 und Landeskürzel K.P./K.S., zugehörig acht Läufersteine in unregelmäßigen Abständen auf der Grenzlinie. | 09303409 |
| Weitere Bilder | Sächsisch-Preußischer Grenzstein: Pilar Nr. 24 (linkselbisch Kopie) sowie 35 Läufersteine                                    | (S-Weg, Flur 46, Flurstück 112) (Karte)                                   | Nach 1828 | Siehe auch Sachgesamtheit 09305644; vermessungsgeschichtlich und landesgeschichtlich von Bedeutung als Zeitdokument der historischen Grenzziehung zwischen Sachsen und Preußen nach dem Wiener Kongress 1815. Ca. 1,50 m hohe, schlanke Stele aus Rochlitzer Porphyrtuff direkt auf der Grenzlinie, gegenüberliegend eingemeißelt Nummer 24 und Landeskürzel KP/KS, zugehörig 35 Läufersteine in unregelmäßigen Abständen auf der Grenzlinie. | 08972657 |
| Weitere Bilder | Schildbergturm (Feuerwachturm)                                                                                               | (Flur 1, Flurstück 12/1) (Karte)                                          | 1936 | Geschichtliche und landschaftsgestaltende Bedeutung | 09286183 |
| Weitere Bilder | Ackerbürgerhaus in geschlossener Bebauung                                                                                    | Albert-Lange-Straße 8 (Karte)                                             | Um 1800 | Schlichter Putzbau, ortsgeschichtliche und baugeschichtliche Bedeutung. Zweigeschossiger, traufständiger Bau mit Satteldach, Toreinfahrt mit Stichbogen geschlossen, Aufteilung und Formate der Fenster teilweise verändert. Das Gebäude ist ein Zeugnis der historischen Ortskernbauung von Schildau. Im Zusammenwirken mit den beiden benachbarten Gebäuden Nummer 9 und 10 verweist es auf die Geschichte Schildaus als Ackerbürgerstädtchen und dokumentiert die damit verbundene Lebensweise seiner Bewohner in der Vergangenheit. Hierdurch erlangt das Objekt ortsgeschichtlichen Aussagewert. Als ein Gebäude in zeit- und regionaltypischer Bauform ist es auch baugeschichtlich von Bedeutung. | 09286162 |
| Weitere Bilder | Ackerbürgerhaus in geschlossener Bebauung                                                                                    | Albert-Lange-Straße 9 (Karte)                                             | Um 1800 | Schlichter Putzbau, ortsgeschichtliche und baugeschichtliche Bedeutung. Zweigeschossiger, traufständiger Bau mit Satteldach, Toreinfahrt mit Korbbogen geschlossen, profiliertes Traufgesims, Hauseingang von der Straße aus. Das Gebäude ist ein Zeugnis der historischen Ortskernbauung von Schildau. Im Zusammenwirken mit den beiden benachbarten Gebäuden Nummer 8 und 10 verweist es auf die Geschichte Schildaus als Ackerbürgerstädtchen und dokumentiert die damit verbundene Lebensweise seiner Bewohner in der Vergangenheit. Hierdurch erlangt das Objekt ortsgeschichtlichen Aussagewert. Als ein Gebäude in zeit- und regionaltypischer Bauform ist es auch baugeschichtlich von Bedeutung. | 09286161 |
|                | Ackerbürgerhaus in geschlossener Bebauung                                                                                    | Albert-Lange-Straße 10 (Karte)                                            | Um 1800 | Schlichter Putzbau, ortsgeschichtliche und baugeschichtliche Bedeutung. Zweigeschossiger, traufständiger Bau mit Satteldach, Toreinfahrt mit Korbbogen geschlossen, profiliertes Traufgesims, Hauseingang von der Straße aus. Das Gebäude ist ein Zeugnis der historischen Ortskernbauung von Schildau. Im Zusammenwirken mit den beiden benachbarten Gebäuden Nummer 8 und 9 verweist es auf die Geschichte Schildaus als Ackerbürgerstädtchen und dokumentiert die damit verbundene Lebensweise seiner Bewohner in der Vergangenheit. Hierdurch erlangt das Objekt ortsgeschichtlichen Aussagewert. Als ein Gebäude in zeit- und regionaltypischer Bauform ist es auch baugeschichtlich von Bedeutung. | 09286160 |
|                | Wohnhaus in halboffener Bebauung und Ecklage                                                                                 | Albert-Lange-Straße 12 (Karte)                                            | 1. Hälfte 19. Jahrhundert | Schlichter Putzbau mit Eckquaderung, Satteldach, baugeschichtlich und städtebaulich von Bedeutung. Abbruchgenehmigung im Dezember 1995 erteilt. 2018 noch nicht abgebrochen. | 09286159 |
| Weitere Bilder | Ackerbürgerhaus in geschlossener Bebauung                                                                                    | Albert-Lange-Straße 17 (Karte)                                            | 1. Hälfte 19. Jahrhundert | Putzbau mit aufwändiger Gliederung, seitlicher Toreinfahrt und Satteldach, baugeschichtlich von Bedeutung | 09286157 |
| Weitere Bilder | Denkmal für die Gefallenen des Ersten Weltkrieges                                                                            | Bahnhofstraße (Karte)                                                     | Nach 1918 | Ortsgeschichtlich von Bedeutung | 09286152 |
| Weitere Bilder | Wohnhaus in halboffener Bebauung                                                                                             | Bahnhofstraße 5 (Karte)                                                   | Um 1890 | Putzbau mit einfacher Gliederung, Satteldach, baugeschichtlich von Bedeutung, zweigeschossig, im Erdgeschoss Laden | 09286154 |
| Weitere Bilder | Wohnhaus in offener Bebauung, mit Hintergebäude                                                                              | Bahnhofstraße 8 (Karte)                                                   | Um 1910 | Zeittypischer Putzbau mit markantem Mansarddach mit Schopf, baugeschichtlich von Bedeutung | 09286153 |
| Weitere Bilder | Wohnhaus in halboffener Bebauung                                                                                             | Bahnhofstraße 21 (Karte)                                                  | 2. Hälfte 18. Jahrhundert | Barocker Baukörper mit Mansardgiebeldach, Seltenheitswert, baugeschichtlich von Bedeutung | 09286151 |
|                | Wohnhaus eines ehemaligen Streckhofes                                                                                        | Beethovenstraße 7 (Karte)                                                 | 2. Hälfte 18. Jahrhundert | Im Obergeschoss zum Teil Fachwerk, Walmdach, Bedeutung für die Kulturlandschaft, baugeschichtlich von Bedeutung (Scheune abgebrochen) | 09286150 |
|                | Herrenhaus des ehemaligen Freigutes Blankenau (Weißes Haus)                                                                  | Blankenau 9, 10 (Karte)                                                   | Um 1800 | Eingeschossiger Bau mit Mansardwalmdach, mittlerem Dacherker, stehenden Gauben und Fledermausgauben, baugeschichtlich, ortsgeschichtlich und künstlerisch von Bedeutung. Ehemaliges Freigut, später Eilenburger Zelluloidwerk, IG Farben, Inspektor Häntsch (bis 1945), Backstein verputzt, Gliederung der Fassade durch Etagenprofil auf Höhe des Dacherkers, bemerkenswerte Tür mit Segmentbogen, belebend Fenster und Läden, über rechteckigem Grundriss, Bau mit mittlerem Dacherker, stehenden Gauben und Fledermausgauben, um 1880 noch Schnapsbrennerei dazu gehörend, alter Gutspark nicht mehr in ursprünglicher Form erhalten. | 09286185 |
| Weitere Bilder | Friedhof Schildau (Sachgesamtheit)                                                                                           | Friedensstraße (Karte)                                                    | 19. Jahrhundert | Sachgesamtheit Friedhof Schildau, mit folgenden Einzeldenkmalen: Friedhofskapelle, drei Grufthäuser, sieben Grabmale und Einfriedungsmauer mit Torpfeiler (siehe Einzeldenkmal 08967200) sowie Friedhofsgestaltung mit Resten des Alleensystem (Gartendenkmal); baugeschichtlich und ortsgeschichtlich von Bedeutung | 09304691 |
| Weitere Bilder | Friedhofskapelle, drei Grufthäuser, sieben Grabmale und Einfriedungsmauer mit Torpfeiler (Einzeldenkmale zu ID-Nr. 09304691) | Friedensstraße (Karte)                                                    | 1813 (Torpfeiler); 1953–1954 (Friedhofskapelle) | Einzeldenkmale der Sachgesamtheit Friedhof Schildau; baugeschichtlich und ortsgeschichtlich von Bedeutung. | 08967200 |
| Weitere Bilder | Ehemaliges Gasthaus „Zur Weintraube“                                                                                         | Gneisenaustraße 2 (Karte)                                                 | Um 1600 | Heute Wohnhaus, Geburtshaus von August Neidhardt von Gneisenau, mit Resten eines Sitznischenportals, baugeschichtlich und ortsgeschichtlich von Bedeutung | 09286130 |
|                | Wohnhaus in halboffener Bebauung und Pflasterung                                                                             | Gneisenaustraße 15 (Karte)                                                | Mitte 19. Jahrhundert | Schlichter, eingeschossiger Putzbau mit Satteldach, baugeschichtlich von Bedeutung | 09286133 |
| Weitere Bilder | Postgebäude | Gneisenaustraße 19 (Karte)                                                | Um 1900 | Zeittypischer Klinkerbau über nahezu quadratischem Grundriss, Walmdach, baugeschichtlich und ortsgeschichtlich von Bedeutung | 09286131 |
|                | Wohnhaus in offener Bebauung                                                                                                 | Goethestraße 4 (Karte)                                                    | Mitte 19. Jahrhundert | Massiver Bau mit Putzgliederung, baugeschichtlich von Bedeutung. Zweigeschossig, verputzt, Satteldach mit Fledermausgaupe, Ladeneinbau wohl jünger. | 08967386 |
| Weitere Bilder | Wohnhaus mit westlich angebauter Scheune (Streckhof)                                                                         | Goethestraße 7 (Karte)                                                    | 1. Hälfte 19. Jahrhundert (Wohnhaus, Scheune wohl älter) | Bedeutung für die Kulturlandschaft, baugeschichtlich und wirtschaftsgeschichtlich von Bedeutung | 09286136 |
| Weitere Bilder | Wohnhaus in halboffener Bebauung                                                                                             | Goethestraße 26 (Karte)                                                   | Um 1800 | Baugeschichtlich und städtebaulich von Bedeutung. Zweigeschossiger Putzbau mit Putzgliederung aus der Zeit um 1910, Satteldach. | 09304742 |
| Weitere Bilder | Wohnhaus und Nebengebäude | Goethestraße 28 (Karte)                                                   | Um 1760 (Wohnhaus); 1. Hälfte 19. Jahrhundert (Nebengebäude) | Wohnhaus vermutlich Fachwerk im Obergeschoss, Nebengebäude im Giebel Fachwerk, baugeschichtlich und straßenbildprägend von Bedeutung. Zweigeschossig, verputzt, Satteldach, sparsame Putzgliederung, Nebengebäude eingeschossig. | 08967387 |
| Weitere Bilder | Wohnhaus in Ecklage und halboffener Bebauung, mit Anbau                                                                      | Karl-Liebknecht-Straße 1 (Karte)                                          | Um 1800 | Spätbarocker Putzbau mit Krüppelwalmdach, baugeschichtlich und straßenbildprägend von Bedeutung | 09286163 |
|                | Ackerbürgerhaus in geschlossener Bebauung                                                                                    | Karl-Liebknecht-Straße 4 (Karte)                                          | Um 1830, Fassadengestaltung um 1860 | Putzbau mit ansprechender Fassadengestaltung, baugeschichtlich von Bedeutung, wichtig für das Ortsbild und die Ortsgeschichte. Zweigeschossiger, langgestreckter Bau mit Satteldach. Fensterachsen unregelmäßig verteilt, zwei Hauseingänge, die Tordurchfahrt etwas aus der Mitte gerückt. Die Fassade durch Gesimse horizontal gegliedert und in beiden Geschossen mit Putzquaderung überzogen, Fenster- und Türrahmungen fein profiliert. Fassadengestaltung bei jüngster Sanierung erneuert, davon auch die drei Fledermausgaupen des Daches. Das Gebäude ist ein wichtiges Dokument der historischen Ortskernbauung von Schildau. Es verweist auf die Geschichte Schildaus als Ackerbürgerstädtchen und veranschaulicht die dementsprechende Bau- und Lebensweise in der Vergangenheit. Hierdurch hat das Objekt ortsgeschichtliche Aussagekraft. Als Beispiel einer für die Kulturlandschaft charakteristischen Bauform ist es auch baugeschichtlich von Bedeutung. Durch seine Lage an einer platzartigen Straßenerweiterung entfaltet es außerdem eine ortsbildprägende Wirkung. | 09286165 |
|                | Ackerbürgerhaus in geschlossener Bebauung                                                                                    | Karl-Liebknecht-Straße 5 (Karte)                                          | Bezeichnet mit 1839 | Schlichter, ortstypischer Putzbau, baugeschichtlich von Bedeutung, wichtig für das Ortsbild und die Ortsgeschichte | 09286166 |
|                | Ackerbürgerhaus in geschlossener Bebauung                                                                                    | Karl-Liebknecht-Straße 12 (Karte)                                         | 1. Hälfte 19. Jahrhundert | Schlichter Putzbau, baugeschichtlich von Bedeutung, wichtig für das Ortsbild und die Ortsgeschichte | 09286167 |
| Weitere Bilder | Wohnhaus mit Nebengebäude | Karl-Liebknecht-Straße 16 (Karte)                                         | Um 1800 | Wohnhaus Obergeschoss Fachwerk, zum Teil verbrettert, baugeschichtlich von Bedeutung, wichtig für das Ortsbild und die Ortsgeschichte | 09286174 |
| Weitere Bilder | Kirche St. Marien mit Ausstattung, Kirchhof mit Einfriedungsmauer und zwei Solitärbäumen                                     | Kirchberg 1 (Karte)                                                       | 1170 | Kirche Bruchsteinbau mit Putzquaderung, ehemalige spätromanische Basilika mit Westturm, Mittelschiff und Chor 1646 erneuert, zugleich Errichtung der Sakristei, weitere Umbauten in der 1. Hälfte des 17. Jahrhunderts, baugeschichtlich, künstlerisch und ortsgeschichtlich von Bedeutung. - Kirche: dreischiffige Basilika mit Chor, Apsis und eingezogenem quadratischem Westturm (von den einstigen Nebenapsiden die nördliche in Teilen erhalten), außerdem steht die gesamte Innenausstattung der Kirche (Empore, Altar, Taufbecken, Orgel, Leuchter usw.) sowie die Vasa Sacra (Altargerät) unter Denkmalschutz - Kirchhofsmauer: verputzte Bruchsteinmauer mit Ziegelabdeckung um den gesamten Kirchhof, Zufahrt mit zweiflügligem Ziergittertor - nördlich der Kirche Winter-Linde (Tilia cordata) - in der Nord-Ost-Ecke des Kirchhofs mächtiger Maulbeerbaum (Morus alba, soll 1518 gepflanzt worden sein) | 09286210 |
| Weitere Bilder | Pfarrhaus, Einfriedungsmauer mit Torpfeilern und Pfarrgarten                                                                 | Kirchberg 2 (Karte)                                                       | Um 1600 | Pfarrhaus aus der Zeit um 1600, Fassadengestaltung aus der 2. Hälfte des 19. Jahrhunderts, großer Pfarrgarten mit altem Obstbaumbestand, baugeschichtlich und ortsgeschichtlich von Bedeutung. - Einfriedungsmauer: Bruchsteinmauer an der Westgrenze des Grundstücks, verputzte Bruchsteinmauer im Norden zwischen Pfarrhaus und Nebengebäude - Pfarrgarten: Obstbaumwiese mit u. a. Pflaumen, Apfelbäumen, Birnen und Walnuss im mittleren Gartenbereich, junger Baumaufwuchs im südlichen Gartenbereich | 09286148 |
| Weitere Bilder | Schule und Teil der Kirchhofmauer (ehemalige Mädchenschule)                                                                  | Kirchberg 4 (Karte)                                                       | 1826 | Später Küsterei, eingeschossiger Putzbau in unmittelbarer Nachbarschaft zur Kirche, ortsgeschichtliche, sozialgeschichtliche und baugeschichtliche Bedeutung. Die ehemalige Mädchenschule wurde 1826 errichtet, seit 1858 diente sie als Küsterei. Eingeschossiger Bau, Krüppelwalmdach mit je einer Fledermausgaupe an den Längsseiten, profiliertes Traufgesims, Fenster mit einfachen Putzfaschen. Der mittig angeordnete Eingang vom Kirchhof her. Das Gebäude ist ein Zeugnis der Orts- und Schulgeschichte in der ersten Hälfte des 19. Jahrhunderts, es veranschaulicht die damaligen Schulverhältnisse im kleinstädtischen Milieu. Zudem verkörpert es einen bautypologischen Wert. Ein Teilabschnitt der Kirchhofmauer befindet sich auf dem Grundstück. | 09286149 |
| Weitere Bilder | Ehemaliges Landhaus | Kurzwalde (Karte)                                                         | Um 1930 | Holzhaus, charakteristisches Beispiel der Fertigteilbauweise um 1930, Typ Blockhaus, baugeschichtlich bedeutend. Das giebelständige Gebäude soll von einem jüdischen Pelzhändler für seine Frau gebaut worden sein. Das Interieur oder gar das gesamte Holzhaus soll aus Amerika stammen. Später diente es als Schullandheim. | 09303356 |
| Weitere Bilder | Mühlengebäude mit Mühlentechnik, Scheune und Einfriedung (Waldmühle Kurzwalde)                                               | Kurzwalde 1 (Karte)                                                       | Bezeichnet mit 1776 (Mühle); 1. Hälfte 20. Jahrhundert (Mühlentechnik) | Scheune aus Bruchsteinmauerwerk, als frühere Klostermühle des Klosters Sitzenroda von ortsgeschichtlicher Bedeutung. Mühlenanlage seit 1869 im Besitz der Familie Wiedemann, Gebäude 1954 durch Umbau verändert, bis 1987 war Mühle in Betrieb. Wasserlauf (ca. 1,5 km lang) und Spannteich vollkommen verschüttet (im Zuge der Melioration). - Mühlentechnik: vollständig vorhanden und funktionsfähig, liegende Welle (Haupttransmission), Schrotgang mit Kunststeinen der Firma Kählitz und Lübke, Leipzig, Ausmahlmaschine Typ Fanal Firma Landgraf (Frankenhausen), Haferquetsche der Firma Kaiser und Reinelt, Leipzig, Doppelwalzenstuhl der Firma Miag, ca. 1936, Schälmaschine, drei Mischmaschinen mit stehender Welle, Behälter, Plansichter (Firma Wetzig, Wittenberg), Aspirateur (Firma Lieback, Großenhain), Schlauchfilter, Aufzug, Spitzgang, oberschlächtiges Wasserrad ca. 1960 entfernt - Scheune: barocke Bänder des Holztores später eingebaut, Herkunft unbestimmt | 09286921 |
| Weitere Bilder | Gneisenaudenkmal | Markt (Karte)                                                             | 1960 | Stufenpodest, darauf annähernd rechteckiger Kubus mit einem Medaillon an jeder Seite, darüber Büste August Neidhardt von Gneisenau, geschichtliche und künstlerische Bedeutung | 09286135 |
| Weitere Bilder | Rathaus | Markt 1 (Karte)                                                           | Bezeichnet mit 1841 | Biedermeierlicher Putzbau mit dominanten Dachreiter, ortsgeschichtliche, baugeschichtliche und städtebauliche Bedeutung. Das 1840–42 errichtete Rathaus nimmt die Westseite des Marktes ein. Es handelt sich um einen zweigeschossigen Putzbau mit Satteldach. Die Geschosse durch profiliertes Gesims getrennt, Erdgeschossfenster mit geradem Sturz, die Obergeschossfenster rundbogig geschlossen und mit aufwändiger Sprossung in biedermeierlichen Formen. Eingang in der Mittelachse mit Stichbogenrahmung, im Schlussstein Datierung 1841, das darüberliegende Obergeschossfenster etwas größer und reicher als die übrigen Fenster des Obergeschosses. Zur Mittenbetonung des Gebäudes trägt außerdem der hohe Dachreiter bei. Als Rathaus Dokument der Ortsgeschichte. Aufgrund der Bauaufgabe und ihrer Lösung ist das Gebäude auch ein wichtiges Zeugnis der regionalen Baugeschichte um die Mitte des 19. Jahrhunderts. Zudem stellt es einen wesentlichen Bestandteil für das Erscheinungsbild in der Ortsmitte dar, damit wirkt es identitätsstiftend und verkörpert einen großen städtebaulichen Wert. | 09286127 |
| Weitere Bilder | Wohnhaus | Markt 2 (Karte)                                                           | Um 1740 | Ehemals Apotheke im Erdgeschoss, Putzbau mit Fassadengestaltung in klassizistischen Formen, als Teil der Marktbebauung platzbildprägend, ortsgeschichtlich, sozialgeschichtliche und baugeschichtliche Bedeutung. Die Mohrenapothekte wurde 1740 gegründet, von dieser Zeit möglicherweise im Kern Teile erhalten, in seiner jetzigen Form geht der Bau auf die Jahre um 1850 zurück. Es handelt sich um ein langgestrecktes, zweigeschossiges Eckgebäude mit Putzfassade, Kniestock und Satteldach. Das Erdgeschoss mit feiner Putzquaderung, horizontale Gliederung durch Stockwerk- und Sohlbankgesimse, diese wie auch die Rahmungen und Verdachungen Obergeschossfenster zart profiliert. Der Hauseingang etwas aus der Mitte nach Westen verschoben, östlich der Ladenbereich mit separaten Zugang. Das Gebäude der ehemaligen Mohrenapotheke ist Teil der historischen Ortskernbebauung von Schildau. Es verweist auf die früheren Lebensverhältnisse der Kleinstadtbevölkerung und verdeutlicht zugleich die damalige Bedeutung und Stellung des Apothekers im sozialen Gefüge. Hierdurch erlangt es orts- und sozialgeschichtliche Aussagekraft. Ins Gewicht fällt zusätzlich die Zugehörigkeit des Gebäudes zur Marktbebauung und damit verbundene platz- und stadtbildprägende Wirkung. Als typisches Beispiel eines sächsischen Kleinstadtwohnhauses des 19. Jahrhunderts ist es auch baugeschichtlich von Bedeutung. | 09286129 |
| Weitere Bilder | Wohnhaus, vielleicht ehemaliges Ackerbürgerhaus                                                                              | Markt 6 (Karte)                                                           | Um 1780 | Stattlicher Putzbau mit hohem Mansarddach in ortsbildprägender Lage, ortsgeschichtliche und baugeschichtliche Bedeutung. Es handelt sich um einen zweigeschossigen, traufständigen Bau mit mächtigem Mansarddach, der auf der Südseite des Marktplatzes steht. Die schlichte Fassade mit asymmetrischer Fenstergliederung, dadurch auch der Eingang etwas aus der Mitte verschoben. Die Fenster mit Putzfaschen, die Rahmung des Eingangs mit unbezeichnetem Schlussstein. Das Wohnhaus ist Teil der historischen Ortskernbebauung von Schildau, es gehört zu den ältesten Wohngebäuden am Ort. Es verweist auf die lokale Bau- und Lebensweise in früherer Zeit. Hierdurch erlangt es ortsgeschichtliche Aussagekraft, die durch den Standort am Marktplatz zusätzliches Gewicht erhält. Als markantes Beispiel eines Kleinstadtwohnhauses aus der zweiten Hälfte des 18. Jahrhunderts in der Region Nordsachsens ist es auch bautypologisch von Bedeutung. | 09286128 |
|                | Wohnhaus in halboffener Bebauung                                                                                             | Marktstraße 5 (Karte)                                                     | 1. Hälfte 19. Jahrhundert, Fassade später | Schlichter Putzbau, ortsentwicklungsgeschichtlich von Bedeutung | 09286175 |
| Weitere Bilder | Wohnhaus in geschlossener Bebauung                                                                                           | Marktstraße 7 (Karte)                                                     | 1. Hälfte 19. Jahrhundert | Zweigeschossiger Putzbau mit einfacher Putzgliederung, baugeschichtlich und städtebaulich von Bedeutung. Massiv, Satteldach, nachträglicher Einbau eines Fleischerladens, Fassade um 1930 erneuert. | 08967384 |
|                | Wohnhaus in Ecklage und geschlossener Bebauung                                                                               | Marktstraße 11 (Karte)                                                    | 1. Hälfte 19. Jahrhundert | Schlichter Putzbau in prägnanter Ecklage, baugeschichtlich und städtebaulich von Bedeutung, bemerkenswerte Tür | 09286164 |
| Weitere Bilder | Wohnhaus in geschlossener Bebauung und Ecklage                                                                               | Marktstraße 12 (Karte)                                                    | 1. Hälfte 19. Jahrhundert | Bruchsteinbau mit Satteldach, Bedeutung für das Ortsbild und für die Ortsgeschichte | 09286173 |
| Weitere Bilder | Wohnhaus in geschlossener Bebauung, heute Museum der Schildbürger, Gneisenaumuseum                                           | Marktstraße 14 (Karte)                                                    | Um 1800 (Wohnhaus); um 1880 Fassade (Wohnhaus) | Zweigeschossiges, massives Gebäude mit Putzgliederung, Mansardgiebeldach, baugeschichtlich von Bedeutung, wichtig für das Ortsbild und die Ortsgeschichte | 09286172 |
| Weitere Bilder | Wohnhaus in geschlossener Bebauung                                                                                           | Marktstraße 17 (Karte)                                                    | Um 1800 | Zweigeschossiges, massives Gebäude mit Putzgliederung, Mansardgiebeldach, baugeschichtlich von Bedeutung, wichtig für das Ortsbild und die Ortsgeschichte | 09286171 |
| Weitere Bilder | Ackerbürgerhaus in geschlossener Bebauung                                                                                    | Marktstraße 18 (Karte)                                                    | Um 1800 | Breitgelagerter Putzbau mit hohem Satteldach, Teil der historischen Ortskernbebauung, ortsgeschichtliche und baugeschichtliche Bedeutung. Zweigeschossiger Bau mit einem mächtigen Satteldach. Die verputzte Fassade zeigt eine rhythmische Anordnung der Fensterachsen. Die Fenster sind mit einfachen Putzfaschen gerahmt, in gleicher Art die Türrahmung des mittig angeordneten Hauseinganges. Das Satteldach auf reizvolle Weise durch drei Fledermausgaupen belebt. Die Toreinfahrt zum Hof liegt auf der Ostseite. Ursprünglich gehörten zum Anwesen große Scheunen mit Ausfahrten, die auf der Rückseite des Grundstücks standen. Das Ackerbürgerhaus ist Teil der historischen Ortskernbebauung in städtebaulich wichtiger Lage. Es verweist auf die Geschichte Schildaus als Ackerbürgerstädtchen und dokumentiert die damit verbundene Bau- und Lebensweise in der Vergangenheit. Hierdurch erlangt das Objekt ortsgeschichtlichen Aussagewert, der sich durch den Standort am Markt und das Zusammenwirken mit den anderen denkmalwürdigen Bauten in der Ortsmitte zusätzlich verstärkt. Als Gebäude in zeit- und regionaltypischer Bauform ist es auch baugeschichtlich von Belang. | 09286170 |
| Weitere Bilder | Ackerbürgerhaus in geschlossener Bebauung                                                                                    | Marktstraße 19 (Karte)                                                    | Um 1780 | Stattlicher Putzbau mit Mansarddach in städtebaulich wichtiger Lage, ortsgeschichtliche und baugeschichtliche Bedeutung. Zweigeschossiger Bau mit Putzfassade und Mansarddach. Die Fensterachsen rhythmisch angeordnet, profiliertes Traufgesims, der Hauseingang etwas aus der Mitte verschoben. Wie bei dem Haus Marktstraße 18 gehörten ursprünglich große Scheunen mit Durchfahrt zu dem Anwesen, die sich auf der Rückseite des Grundstücks befanden. Das vor allem durch seine Größe und Proportionen wirkende Gebäude ist ein wichtiger Teil der historischen Ortskernbebauung. Es ist ein Zeugnis für die Geschichte Schildaus als Ackerbürgerstädtchen und veranschaulicht die damit verbundene Bau- und Lebensweise in der Vergangenheit. Unter diesem Aspekt hat es ortsgeschichtliche Aussagekraft, die durch den städtebaulich prägenden Standort am Markt und das Zusammenwirken mit den anderen denkmalwürdigen Bauten im unmittelbaren Marktbereich eine zusätzliche Steigerung erfährt. Durch seine zeit- und regionaltypische Bauform ist das Objekt auch baugeschichtlich von Bedeutung. | 09286169 |
| Weitere Bilder | Wohnhaus in geschlossener Bebauung                                                                                           | Marktstraße 20 (Karte)                                                    | 1790 | Ehemals als Torhaus zu Marktstraße 19 gehörig, Putzbau mit Mansarddach, baugeschichtlich von Bedeutung. Zweigeschossig, hohes Knickdach, heutiges Erscheinungsbild durch nachträgliche Veränderungen geprägt. | 08967389 |
| Weitere Bilder | Bockwindmühle | Probsthainer Straße 1 (Karte)                                             | 1732 | Zeugnis der ländlichen Versorgung, eine der ältesten Windmühlen in der Region Nordsachsen, mehrfach neu aufgebaut, ortsgeschichtlich, technikgeschichtlich und versorgungsgeschichtlich von Bedeutung. Erbaut als Mehl- und Schrotmühle, gesamtes Mahlwerk im ursprünglichen Zustand erhalten, regionaltypische Bauweise mit hölzernem Mahlkasten, Rautenkranz und Herz, Antrieb über Königswelle, zur Ausstattung gehören Spizgang (Reinigung), Elevator, je ein Mehl- und Schrotgang sowie zwei zylindrische Mehlsichter. Mühlenstandort seit 1321 belegt, auch seitdem im Besitz der Familie Döbler, mehrfach wieder aufgebaut, Umrüstung zur Ölmühle (Lein) bis 1870, nachfolgend Mahlmühle für Getreide, bis 1960 in Betrieb, dort zwei Flügel durch Sturm von der Mühle abgerissen. Technische Ausstattung: Königswelle, Spitzgang (Reinigung), ein Elevator, je einem Mehl- und Schrotgang sowie zwei zylindrischen Mehlsichtern (Stand 1992), stark gefährdet. | 09286184 |
| Weitere Bilder | Fabrikgebäude (ehemalige Zündschnurfabrik)                                                                                   | Salzberg (Karte)                                                          | 1854 | Militärgeschichtliche und technikgeschichtliche Bedeutung. Eingeschossiger, lang gestreckter Bau in Bruchstein-Ziegel-Mauerwerk, verputzt, Satteldach, Gebäudemitte durch Risalit mit Dreieckgiebel betont, Portalrahmung in Sandstein. | 08967388 |
|                | Wohnhaus eines Bauernhofes                                                                                                   | Schilderhainer Straße 14 (Karte)                                          | 1. Hälfte 19. Jahrhundert | Breit gelagerter Putzbau mit Mansardgiebeldach, baugeschichtlich von Bedeutung | 09286181 |
| Weitere Bilder | Gneisenau-Gedenkstein mit Inschrift                                                                                          | Sitzenrodaer Straße (Karte)                                               | Um 1960 | Gedenkstein mit Inschrift, geschichtliche Bedeutung | 09286176 |
| Weitere Bilder | Erdkeller, Eingangstür und Stützmauer                                                                                        | Wurzener Straße (Karte)                                                   | 18. Jahrhundert | Unter dem Kirchberg gelegene und aus mehreren beeindruckenden Tonnengewölben bestehende Kelleranlage, baugeschichtlich und ortsgeschichtlich bedeutend | 09303283 |
|                | Wegestein | Wurzener Straße (am Abzweig nach Ochsensaal, Butterstraße) (Karte)        | Um 1850 | Sandsteinstele, flacher, pyramidenartiger Abschluss, markante Inschriften, dazu Richtungsweiser, orts- und verkehrsgeschichtlich bedeutend. Möglicherweise befindet sich der Stein auf dem unmittelbar westlich daneben gelegenen Flurstück 15/2. Als Inschriften erscheinen mehrere Ortsnamen, darunter Schildau. Unter den Ortsnamen kann man noch die filigran eingemeißelten Wegweiser erkennen. | 09303406 |
| Weitere Bilder | Wegestein | Wurzener Straße (an der Ecke zum S-Weg, der zur Baumschule führt) (Karte) | 2. Hälfte 19. Jahrhundert | Sandsteinstele, markante Inschriften, dazu Richtungsweiser, orts- und verkehrsgeschichtlich bedeutend. Als Inschriften erscheinen mehrere Ortsnamen, darunter Schildau. Dieser Stein wird auch in der Liste der Kulturdenkmale in Lossatal unter der Denkmalnummer 08972660 mit einer passenderen Beschreibung geführt. | 09303412 |
| Weitere Bilder | Westliches Wohnhaus, südliches und nördliches Seitengebäude sowie östlicher Scheunentrakt eines Vierseithofes                | Wurzener Straße 11 (Karte)                                                | 1. Hälfte 19. Jahrhundert, im Kern wohl älter (Bauernhaus); Mitte 19. Jahrhundert (Seitengebäude); bezeichnet mit 1869 (Seitengebäude); bezeichnet mit 1860, 1870, 1871 (Scheune) | Verputzte Bruchsteinbauten mit Satteldächern, das südliche Seitengebäude mit Ladeluke und Dachhecht, baugeschichtlich und wirtschaftsgeschichtlich von Bedeutung | 09286144 |
| Weitere Bilder | Wohnhaus in offener Bebauung, mit Einfriedung und rückwärtigem Fabrikgebäude                                                 | Wurzener Straße 19 (Karte)                                                | Um 1890 | Wohl ehemaliger kleiner Betrieb mit Wohnhaus des Besitzers, Wohnhaus eingeschossiger Putzbau mit sparsamer Gliederung, Freigespärre im Giebel, Fabrikgebäude lang gestreckter Klinkerbau mit farbiger Gliederung, baugeschichtliche Bedeutung | 09286178 |
|                | Villa mit Nebengebäude und Einfriedungstor                                                                                   | Wurzener Straße 52 (Karte)                                                | Um 1900 | Villa Klinkerbau mit farbiger Gliederung und flachem Walmdach, geschichtliche Bedeutung | 09286180 |
| Weitere Bilder | Denkmal für die Gefallenen des Ersten Weltkrieges                                                                            | Wurzener Straße 79 (neben) (Karte)                                        | Nach 1918 | Ortsgeschichtliche Bedeutung. Grobbehauener Block aus Granit, Vorderseite geglättet mit Inschrift „Ihren gefall. Helden gewidmet von der dankb. Gemeinde Schilderhain.“, dazu lorbeerumkränztes Eisernes Kreuz und die Namen der Gefallenen. Das Gefallenendenkmal verweist auf das geschichtliche Ereignis des Ersten Weltkriegs unter dem besonderen Bezug der persönlichen Schicksale der Dorfbewohner, somit verkörpert es einen orts- und allgemeingeschichtlichen Aussagewert. | 09286177 |
| Weitere Bilder | Wohnhaus in geschlossener Bebauung                                                                                           | Wurzener Straße 86 (Karte)                                                | 1. Hälfte 19. Jahrhundert, im Kern wohl älter | Baugeschichtlich und städtebaulich von Bedeutung, bemerkenswerte Putznutung | 09286142 |
| Weitere Bilder | Ackerbürgerhaus in geschlossener Bebauung                                                                                    | Wurzener Straße 88 (Karte)                                                | Um 1800 | Fassade verändert, baugeschichtlich und ortsentwicklungsgeschichtlich von Bedeutung | 09286143 |
| Weitere Bilder | Ehemaliges Gasthaus mit Nebengebäude                                                                                         | Wurzener Straße 91 (Karte)                                                | 1. Hälfte 19. Jahrhundert | Obergeschoss vermutlich Fachwerk, baugeschichtlich von Bedeutung, am Gasthaus Ausleger mit Bierseidel entfernt | 09286141 |

## Seydewitz
| Bild           | Bezeichnung                                                       | Lage | Datierung                 | Beschreibung | ID       |
| -------------- | ----------------------------------------------------------------- | --- | ------------------------- | --- | -------- |
| Weitere Bilder | Wegestein                                                         | (an der Straße nach Oelschau nordwestlich vom Ortsausgang Seydewitz am Abzweig Richtung Wohlau, an der Höhenlinie 89,6) (Karte) | 2. Hälfte 19. Jahrhundert | Sandsteinstele auf quadratischem Grundriss, leicht pyramidaler Abschluss, eingemeißelte Inschrift, von verkehrsgeschichtlicher Bedeutung. Eingemeißelte Inschrift „Strehla, Oelschau“ sowie Richtungspfeile. | 09286625 |
|                | Wohnstallhaus mit angebautem Stall eines ehemaligen Dreiseithofes | Strehlaer Straße 12 (Karte) | Um 1800                   | Zeugnis der Wohn- und Wirtschaftsweise vergangener Zeiten, baugeschichtlich und wirtschaftsgeschichtlich von Bedeutung. - Wohnstallhaus: zweigeschossig, Erdgeschoss massiv, Bruchstein, Obergeschoss Fachwerk, verputzt, rückseitig unverputzt, Sandstein-Tür-Gewände, (Hauseingang mit Schlussstein bezeichnet mit „G Z“), gerader Sturz, Rechteckfenster mit Sandsteingewände (innen Korbbögen), Stallteil Segmentbogenfenster, Satteldach (Betonfalzziegel), einseitig abgewalmt - giebelseitig ans Wohnstallhaus anschließender Stall: ruinös, jetzt nur noch eingeschossig, Bruchstein, Sandstein-Fenster-Gewände (liegendes Rechteckfenster), Segmentbogentor mit Ziegelstein-Sturzbogen, innen schöne Sandstein-Säule mit profiliertem Kapitell, Fußboden gepflastert, Hochwasserschäden | 09286626 |

## Sitzenroda
| Bild           | Bezeichnung | Lage                                | Datierung                 | Beschreibung | ID       |
| -------------- | --- | ----------------------------------- | ------------------------- | --- | -------- |
| Weitere Bilder | Sächsisch-Preußischer Grenzstein: Pilar Nr. 13 (linkselbisch); Sächsisch-Preußischer Grenzstein: Pilar Nr. 13 (linkselbisch) sowie 30 Läufersteine | (Flur 13, Flurstück 39/18) (Karte)  | Nach 1828                 | Siehe auch Sachgesamtheit 09305644; vermessungsgeschichtlich und landesgeschichtlich von Bedeutung als Zeitdokument der historischen Grenzziehung zwischen Sachsen und Preußen nach dem Wiener Kongress 1815 | 08972284 |
| Weitere Bilder | Sächsisch-Preußischer Grenzstein: Pilar Nr. 16 (linkselbisch) sowie 19 Läufersteine                                                                | (Flur 5, Flurstück 63/2) (Karte)    | Nach 1828                 | Siehe auch Sachgesamtheit 09305644; vermessungsgeschichtlich und landesgeschichtlich von Bedeutung als Zeitdokument der historischen Grenzziehung zwischen Sachsen und Preußen nach dem Wiener Kongress 1815 | 08972286 |
| Weitere Bilder | Sächsisch-Preußischer Grenzstein: Pilar Nr. 17 (linkselbisch) sowie fünf Läufersteine                                                              | (Flur 6, Flurstück 75/2)            | Nach 1828                 | Siehe auch Sachgesamtheit 09305644; vermessungsgeschichtlich und landesgeschichtlich von Bedeutung als Zeitdokument der historischen Grenzziehung zwischen Sachsen und Preußen nach dem Wiener Kongress1 815 | 08972659 |
| Weitere Bilder | Sächsisch-Preußischer Grenzstein: Pilar Nr. 19 sowie 36 Läufersteine                                                                               | (Flur 6, Flurstück 282/219) (Karte) | Nach 1828                 | Siehe auch Sachgesamtheit 09305644; vermessungsgeschichtlich und landesgeschichtlich von Bedeutung als Zeitdokument der historischen Grenzziehung zwischen Sachsen und Preußen nach dem Wiener Kongress 1815. Pyramidenstumpf aus Sandstein mit Plinthe direkt auf der Grenzlinie, allseitig eingemeißelt Nummer 19 und Landeskürzel K.P./K.S., zugehörig 36 Läufersteine in unregelmäßigen Abständen auf der Grenzlinie. | 09303411 |
|                | Wohnstallhaus und Scheune eines Bauernhofes | Hauptstraße 5 (Karte)               | 1. Hälfte 19. Jahrhundert | Wohnstallhaus Obergeschoss zum Teil Fachwerk, Giebel verbrettert, Scheune Bruchstein verputzt, Bedeutung für die Kulturlandschaft | 09286199 |
|                | Wohnhaus, Seitengebäude und Toranlage eines Bauernhofes                                                                                            | Hauptstraße 31 (Karte)              | 19. Jahrhundert           | Putzbauten mit Satteldach, Bedeutung für die Kulturlandschaft | 09286200 |
| Weitere Bilder | Transformatorenstation | Schildauer Straße (Karte)           | Um 1910                   | Gestalterisch besonders qualitätvolles Beispiel, baugeschichtlich und technikgeschichtlich von Bedeutung. Turmartiger Bau über quadratischem Grundriss. Unter- und Oberbau werden von einem umlaufenden Profil getrennt. Es wird belebt durch eine Wandgliederung und Rundbogenöffnungen im oberen Teil. Dabei erscheinen die Bögen steinsichtig. Das leicht geschwungene Zeltdach trägt einen kleinen Zieraufsatz.       | 09286067 |
| Weitere Bilder | Pfarrhaus und Einfriedung | Schulstraße 1 (Karte)               | 19. Jahrhundert           | Eingeschossiger Putzbau mit Zwerchdach, baugeschichtlich und ortsgeschichtlich bedeutend | 09300717 |
| Weitere Bilder | Turmholländer | Thomas-Müntzer-Straße 8 (Karte)     | 1877                      | Heute Wohnhaus, Mahlwerk entfernt, der Turm zum Wohngebäude umgebaut, baugeschichtlich und ortsgeschichtlich bedeutend | 09286195 |
| Weitere Bilder | Kirche mit Ausstattung, Kirchhof und Einfriedungsmauer                                                                                             | Zum Quellental (Karte)              | 1571–1572                 | Saalkirche mit Strebepfeilern und eingezogenem Westturm, bedeutendes Zeugnis der Kirchenbaukunst vor allem im 16. und 17. Jahrhundert, bildet zudem markantes Ensemble mit Freigut und einstiger Schule, geschichtlich, künstlerisch und städtebaulich bedeutend. Innenausstattung der Kirche: Empore, Schnitzaltar, Taufbecken usw. sowie die Vasa Sacra (Altargerät).                                                   | 09286192 |
| Weitere Bilder | Wohnstallhaus, Scheune (heute Wohnhaus) und Toranlage eines Dreiseithofes (Freigut Sitzenroda)                                                     | Zum Quellental 2 (Karte)            | 2. Hälfte 18. Jahrhundert | Einstiges Freigut, repräsentativstes ländliches Anwesen des Ortes, bildet mit Kirche und Schule markantes Ensemble, baugeschichtlich und ortsgeschichtlich bedeutend. Seitengebäude mit Fachwerkobergeschoss auf Flurstück 1/9: Abbruch 2013. | 09286194 |
| Weitere Bilder | Ehemaliges Schulgebäude und Toilettenhäuschen | Zum Quellental 3 (Karte)            | Um 1900                   | Schule heute als Kindergarten genutzt, markanter gotisierender Klinkerbau, baugeschichtlich und ortsgeschichtlich bedeutend, wohl Schultypenprojekt des ausgehenden 19. Jahrhunderts | 09286193 |
| Weitere Bilder | Wohnstallhaus, Seitengebäude und Scheune eines Dreiseithofes                                                                                       | Zum Quellental 45 (Karte)           | 19. Jahrhundert           | Im ursprünglichen Sinne erhaltene Hofanlage, Bedeutung für die Kulturlandschaft, baugeschichtlich und wirtschaftsgeschichtlich von Bedeutung | 09286191 |
| Weitere Bilder | Trockenschuppen | Zum Quellental 54 (Karte)           | 20. Jahrhundert           | Geschichtliche Bedeutung. Der Trockenschuppen wurde vom Vater der jetzigen Besitzerin (nach deren Aussage vom 17. Juli 2008) errichtet. Er war während des Zweiten Weltkrieges in Albanien und hat das kleine offene hölzerne Bauwerk in Anlehnung an dortige Schuppen errichtet. | 09286190 |
| Weitere Bilder | Seitengebäude und Scheune eines Bauernhofes | Zum Quellental 57 (Karte)           | Um 1800                   | Seitengebäude mit Fachwerk im Obergeschoss, eine der letzten weitgehend authentisch erhaltenen Hofanlagen des Ortes, baugeschichtlich und ortsgeschichtlich bedeutend | 09286188 |
|                | Wohnstallhaus und Seitengebäude eines Bauernhofes                                                                                                  | Zum Quellental 61 (Karte)           | Um 1800                   | Kleine markante Fachwerkanlage, weitgehend ursprünglich, baugeschichtlich und ortsgeschichtlich bedeutend, beide Gebäude mit Fachwerk, Giebel des Wohnstallhauses verbrettert | 09286187 |
| Weitere Bilder | Seitengebäude (mit Kumthalle) eines Bauernhofes | Zum Quellental 68 (Karte)           | 19. Jahrhundert           | Am Stallgebäude Tierköpfe, Bedeutung für die Kulturlandschaft, Zeugnis bäuerlichen Lebens und Wirtschaftens, baugeschichtlich und wirtschaftsgeschichtlich von Bedeutung. Wohl ehemaliger Vierseithof, am Stallgebäude Tierköpfe. | 09286186 |

## Staritz
| Bild           | Bezeichnung | Lage                        | Datierung | Beschreibung | ID       |
| -------------- | --- | --------------------------- | --- | --- | -------- |
| Weitere Bilder | Kirche mit Ausstattung, vier Grabmale an der südlichen Kirchenwand und Friedhofskapelle                                                                   | Am Kirchberg 2 (Karte)      | 15. Jahrhundert, Kern 12. Jahrhundert (Kirche); 2. Hälfte 18. Jahrhundert (Grabmal); um 1895 (Friedhofskapelle) | Kirche lang gestreckter Rechteckbau mit Dachreiter, aus verputztem Bruchsteinmauerwerk, barocke Grabmale an der Kirchenwand, Friedhofskapelle oktogonaler Klinkerbau mit Zeltdach, baugeschichtlich und ortsgeschichtlich von Bedeutung. - Kirche: Lang gestreckter verputzter Bruchsteinbau mit Logen- und Sakristeianbau an der Nordseite, Korbbogenfenster. Vom romanischen Bau vermauerte Rundbogenfenster und originaler Putz mit Ritzungen erhalten. Im Westen verschieferter, großer quadratischer Dachreiter mit geschweifter Haube. Im Innern flachgedeckt, Empore im Westen. Nördlicher Anbau durch Rundbögen zum Saal geöffnet, im Obergeschoss Logenprospekt, 18. Jahrhundert. Lebensgroßer spätgotischer Kruzifix, Anfang 16. Jahrhundert, farbig gefasst. - Kleine steinerne Figur eines knienden Kindes, 18. Jahrhundert, an der Außenmauer der Kirche aufgestellte Kartuschengrabmale - Friedhofskapelle: Ziegelsteinbau auf oktogonalem Grundriss, Bruchsteinsockel, Zeltdach (Schieferdeckung), Rundbogenportal mit originaler Eingangstür mit Oberlicht, Rundbogenfenster | 09286206 |
| Weitere Bilder | Pfarrhof mit östlichem Pfarrhaus, nördlichem Seitengebäude (Stall), westlichem Wohnhaus und südlich davon liegendem Seitengebäude sowie Einfriedungsmauer | Straße der Jugend 1 (Karte) | 2. Hälfte 18. Jahrhundert (Seitengebäude); 19. Jahrhundert (Pfarrhaus); bezeichnet mit 1819 (Wohnhaus)          | Baugeschichtlich und ortsgeschichtlich von Bedeutung. - östliches Pfarrhaus: zweigeschossig, massiv, verputzt, Rechteckfenster, neue Fenster, traufseitig Eingang mit Schlussstein, Satteldach, profilierte Traufe - nördlicher Stall: eingeschossig, massiv, verputzt, gedrungener Baukörper, steiles Krüppelwalmdach (Falzziegel), hofseitig Segmentbogentor und rechteckige weitere Eingänge, zum Teil mit Oberlicht, gekehlte Traufe, Holzläden - westliches Wohnhaus: zweigeschossig, verputzt, Krüppelwalmdach (Krempziegel), Rechteckfenster mit Natursteingewände, traufseitig Segmentbogenportal mit Schlussstein - Einfriedung: zwei quadratische Torpfeiler mit Abdeckplatten sowie Einfriedungsmauer (massiv, verputzt) | 09286205 |
| Weitere Bilder | Wohnhaus in Ecklage | Straße der Jugend 2 (Karte) | 1. Hälfte 19. Jahrhundert                                                                                       | Verputzter Bruchsteinbau mit Krüppelwalmdach (Krempziegel), baugeschichtlich und straßenbildprägend von Bedeutung. Zweigeschossig, massiv, Rechteckfenster. | 09286204 |

## Taura
| Bild           | Bezeichnung                                                                                              | Lage                           | Datierung                                            | Beschreibung | ID       |
| -------------- | --- | ------------------------------ | ---------------------------------------------------- | --- | -------- |
| Weitere Bilder | Mord- und Sühnekreuz                                                                                     | Dorfallee (Karte)              | 14./15. Jahrhundert                                  | Sandstein, ortsgeschichtlich bedeutsam, besonderer Wert auch wegen des hohen Alters. Anlässlich des Todes eines Menschen durch Totschlag oder Unfall errichtetes kreuzförmiges Erinnerungsmal. | 09301271 |
| Weitere Bilder | Kirche mit Ausstattung, Kirchhof und Einfriedung sowie Denkmal für die Gefallenen des Ersten Weltkrieges | Dorfallee 1 (Karte)            | 12. Jahrhundert (Kirche); nach 1918 (Kriegerdenkmal) | Saalbau mit Westturm und Choranbau, Zeugnis der Kirchbaukunst seit dem Mittelalter, geschichtliche, künstlerische und städtebauliche Bedeutung. Unter Verwendung des Kerns einer romanischen Chorturmkirche errichteter spätgotischer Bruchsteinbau, verputzt, aus rechteckigem Schiff, eingezogenem Chor und dreiseitigem apsidialem Ostschluss, Westturm mit geschweifter Haube und kleiner Spitze, außerdem steht die gesamte Innenausstattung (einschließlich der Vasa Sacra) unter Denkmalschutz. | 09286271 |
| Weitere Bilder | Ehemaliges Pfarrhaus                                                                                     | Dorfallee 3 (Karte)            | 19. Jahrhundert                                      | Heute Museum, markanter Bau mit verbrettertem Fachwerkobergeschoss und Krüppelwalmdach, ortsgeschichtliche Bedeutung, bildet darüber hinaus mit Kirche und Schule historisch wichtigen Ortsmittelpunkt | 09286215 |
| Weitere Bilder | Schulgebäude                                                                                             | Dorfallee 6 (Karte)            | Bezeichnet mit 1876                                  | Eingeschossiger Klinkerbau mit Satteldach, als Dorfbücherei genutzt, ortsgeschichtliche Bedeutung. Wurde zwischenzeitlich als Gemeindeamt genutzt. | 09286213 |
| Weitere Bilder | Forsthaus                                                                                                | Neußener Straße 28, 32 (Karte) | Um 1930                                              | Markanter Bau mit Bruchsteinmauerwerk im Erdgeschoss, darüber Verbretterung, an den Giebelseiten weite Dachüberstände, bau- und ortsgeschichtlich bedeutend | 09301458 |
| Weitere Bilder | Forsthaus                                                                                                | Neußener Straße 34 (Karte)     | 1920er Jahre                                         | Heute Wohnhaus, eingeschossiger Bau mit hohem Satteldach, wohl ursprünglich als Forsthaus genutzt, geschichtliche Bedeutung | 09286218 |
| Weitere Bilder | Mord- und Sühnekreuz                                                                                     | Staupitzer Straße (Karte)      | 14./15. Jahrhundert                                  | Sandstein, ortsgeschichtlich bedeutsam, besonderer Wert auch wegen des hohen Alters. Anlässlich des Todes eines Menschen durch Totschlag oder Unfall errichtetes kreuzförmiges Erinnerungsmal. | 09305270 |

## Wohlau
| Bild                                    | Bezeichnung      | Lage                   | Datierung | Beschreibung | ID       |
| --------------------------------------- | ---------------- | ---------------------- | --------- | --- | -------- |
| Direkt Bild zu diesem Denkmal hochladen | Ehemalige Schule | An der Heide 7 (Karte) | Um 1900   | Klinkerbau mit Satteldach, ortsgeschichtliche und sozialgeschichtliche Bedeutung. Eingeschossiger Backsteinbau über Natursteinsockel, traufständig, Satteldach, eine Dachhälfte nachträglich mit Ausbau versehen, Eingang mittig, originale Haustür, an der Straßenseite Inschriftentafel mit Dreieckverdachung, Inschrift „Heimat-Schule/zu/Wohlau“, im Inneren noch ursprüngliche Ausstattungselemente. | 09286212 |

## Ehemalige Denkmäler

### Ehemalige Denkmäler (Belgern)
| Bild                                    | Bezeichnung                        | Lage                    | Datierung                 | Beschreibung | ID       |
| --------------------------------------- | ---------------------------------- | ----------------------- | ------------------------- | --- | -------- |
| Direkt Bild zu diesem Denkmal hochladen | Wohnhaus in geschlossener Bebauung | Gartenstraße 44 (Karte) | Bezeichnet mit 1833       | Eingeschossiger Putzbau mit Dachhecht, ortsentwicklungsgeschichtlich von Bedeutung; nach 2017 von der Denkmalliste gestrichen                     | 09286120 |
| Direkt Bild zu diesem Denkmal hochladen | Mühlengebäude (Untermühle)         | Mühlenstraße 13 (Karte) | 1. Hälfte 19. Jahrhundert | Baugeschichtlich und ortsgeschichtlich von Bedeutung zweigeschossig, Bruchsteinmauerwerk, verputzt, Satteldach; zwischen 2009 und 2015 abgerissen | 09229359 |

### Ehemalige Denkmäler (Döbeltitz)
| Bild                                    | Bezeichnung                                | Lage              | Datierung | Beschreibung | ID       |
| --------------------------------------- | ------------------------------------------ | ----------------- | --------- | --- | -------- |
| Direkt Bild zu diesem Denkmal hochladen | Wohnstallhaus und Scheune eines Hakenhofes | Elbaue 22 (Karte) | Um 1800   | Wohnstallhaus Obergeschoss Fachwerk, Zeugnis der Wohn- und Wirtschaftsweise vergangener Zeiten, baugeschichtlich und sozialgeschichtlich von Bedeutung. (Auf Luftbildern nach 2022 nicht mehr vorhanden) | 09286632 |

### Ehemalige Denkmäler (Kaisa)
| Bild                                    | Bezeichnung                     | Lage             | Datierung | Beschreibung | ID       |
| --------------------------------------- | ------------------------------- | ---------------- | --------- | --- | -------- |
| Direkt Bild zu diesem Denkmal hochladen | Wohnstallhaus eines Bauernhofes | Kaisa 16 (Karte) | Um 1800   | Obergeschoss Fachwerk verputzt, baugeschichtliche Bedeutung; zwischen 2015 und 2017 abgerissen. Zweigeschossig, Erdgeschoss massiv, Krüppelwalmdach, rückwärtig jüngerer Stallanbau. | 08966445 |

### Ehemalige Denkmäler (Kobershain)
| Bild                                    | Bezeichnung | Lage                        | Datierung       | Beschreibung | ID       |
| --------------------------------------- | ----------- | --------------------------- | --------------- | --- | -------- |
| Direkt Bild zu diesem Denkmal hochladen | Wohnhaus    | Neue Hauptstraße 61 (Karte) | 19. Jahrhundert | Wohl ehemaliges Häusleranwesen (eines Gutsarbeiters), weitgehend ursprünglich erhalten, baugeschichtlich und ortsgeschichtliche Bedeutung; zwischen 2009 und 2013 abgerissen | 09286261 |

### Ehemalige Denkmäler (Staritz)
| Bild                                    | Bezeichnung                                                                           | Lage                         | Datierung                 | Beschreibung | ID       |
| --------------------------------------- | ------------------------------------------------------------------------------------- | ---------------------------- | ------------------------- | --- | -------- |
| Direkt Bild zu diesem Denkmal hochladen | Westliches Wohnhaus, südliches Seitengebäude und östliche Scheune eines Dreiseithofes | Straße der Einheit 7 (Karte) | 1. Hälfte 19. Jahrhundert | Zeugnis der Wohn- und Wirtschaftsweise vergangener Zeiten; zwischen 2016 und 2017 abgerissen. - Wohnhaus: zweigeschossig, massiv, verputzt, Rechteckfenster, im Erdgeschoss Fensterläden, Satteldach (Falzziegel) - Seitengebäude und Stall: zweigeschossig, massiv, verputzt, Holztore, Satteldach, Biberschwanzdeckung | 09286203 |

### Ehemalige Denkmäler (Taura)
| Bild                                    | Bezeichnung   | Lage                        | Datierung | Beschreibung | ID       |
| --------------------------------------- | ------------- | --------------------------- | --------- | --- | -------- |
| Direkt Bild zu diesem Denkmal hochladen | Wohnstallhaus | Am Backofen 17 (Karte)      | Um 1800   | Weitestgehend original erhaltenes Bauernhaus mit Fachwerkobergeschoss, eines der authentischsten Anwesen von Taura, baugeschichtlich und ortsgeschichtlich bedeutend; zwischen 2017 und 2018 abgerissen | 09301272 |
| Weitere Bilder                          | Wohnhaus      | Beckwitzer Straße 4 (Karte) | Um 1800   | Markanter eingeschossiger Bau mit verbrettertem Giebel und Krüppelwalmdach, wohl das ältestes Haus von Taura, baugeschichtlich von Bedeutung. Zwischen 2021 und 2024 abergissen.                        | 09286220 |

## Tabellenlegende
- Bild: Bild des Kulturdenkmals, ggf. zusätzlich mit einem Link zu weiteren Fotos des Kulturdenkmals im Medienarchiv Wikimedia Commons. Wenn man auf das Kamerasymbol klickt, können Fotos zu Kulturdenkmalen aus dieser Liste hochgeladen werden:
- Bezeichnung: Denkmalgeschützte Objekte und ggf. Bauwerksname des Kulturdenkmals
- Lage: Straßenname und Hausnummer oder Flurstücknummer des Kulturdenkmals. Die Grundsortierung der Liste erfolgt nach dieser Adresse. Der Link (Karte) führt zu verschiedenen Kartendiensten mit der Position des Kulturdenkmals. Fehlt dieser Link, wurden die Koordinaten noch nicht eingetragen. Sind diese bekannt, können sie über ein Tool mit einer Kartenansicht einfach nachgetragen werden. In dieser Kartenansicht sind Kulturdenkmale ohne Koordinaten mit einem roten bzw. orangen Marker dargestellt und können durch Verschieben auf die richtige Position in der Karte mit Koordinaten versehen werden. Kulturdenkmale ohne Bild sind an einem blauen bzw. roten Marker erkennbar.
- Datierung: Baubeginn, Fertigstellung, Datum der Erstnennung oder grobe zeitliche Einordnung entsprechend des Eintrags in der sächsischen Denkmaldatenbank
- Beschreibung: Kurzcharakteristik des Kulturdenkmals entsprechend des Eintrags in der sächsischen Denkmaldatenbank, ggf. ergänzt durch die dort nur selten veröffentlichten Erfassungstexte oder zusätzliche Informationen
- ID: Vom Landesamt für Denkmalpflege Sachsen vergebene, das Kulturdenkmal eindeutig identifizierende Objekt-Nummer. Der Link führt zum PDF-Denkmaldokument des Landesamtes für Denkmalpflege Sachsen. Bei ehemaligen Kulturdenkmalen können die Objektnummern unbekannt sein und deshalb fehlen bzw. die Links von aus der Datenbank entfernten Objektnummern ins Leere führen. Ein ggf. vorhandenes Icon  führt zu den Angaben des Kulturdenkmals bei Wikidata.

## Ausführliche Denkmaltexte
1. ↑  Treblitzscher Park:
Bauliche Schutzgüter:
  - Erschließung:
    - Zugänge: Hauptzugang im Westen (Tor neu), je ein Zugang im Nordwesten und Südosten des Parks
    - Wegesystem: landschaftlich geschwungenes Wegesystem mit vorwiegend wassergebundenen Wegedecken, erschließt rundwegartig den Park, gerade geführter Rasenweg zur Grabstätte Max Schlenkers

  - Gartenausstattung: 
    - zwei Gartenvasen aus Kunststein (Originalbestand, Einzeldenkmale) nahe dem nordwestlichen Zugang links und rechts des Weges
    - Skulptur „Dame mit Locke“ (1911 gegossen, 1974 vom Hof des ehemaligen Gutes Ammelgoßwitz umgesetzt)
    - Grab Max Schlenkers (Einzeldenkmal) und symbolisches Grab für seinen Sohn mit Steinkreuz im Osten der Anlage
    - zwei Steinsäulenfragmente am südlichen Ende der Buchen-Allee

  - Gartenbauten: drei Gartenbrücken mit weiß lackierten schmiedeeisernen Geländern (Rekonstruktionen von 1997), eine Hängebrücke aus Holz (Rekonstruktionen von 1997)
  - Wasserelemente: verzweigtes und vielgestaltiges Gewässernetz bestehend aus dem Großen Teich, dem rechteckigen Spiegelteich, dem Schlossbach, dem Krausnitzbach und verschiedenen Entwässerungsgräben

Vegetation: 
  - reichhaltiger wertvoller Gehölzbestand mit einer Vielzahl an Exoten mit Charakter eines Arboretums
  - Alleen und Baumreihen: 
    - wechselständige Rot-Buchen-Allee (Fagus sylvatica) verläuft von der Mitte der Parkanlage nach Südosten, im Kreuzungspunkt der Buchen-Allee mit der Koniferen-Allee befanden sich ursprünglich vier Fagus sylvatica 'Roseomarginata' (Rotbuche mit rosafarbenen Blatträndern) von denen noch zwei vorhanden sind
    - Ahorn-Allee aus ursprünglich Rot-Ahorn (Acer rubrum), Berg-Ahorn (Acer pseudoplatanus) und Silber-Ahorn (Acer saccharinum 'Wieri') im westlichen Parkbereich (heute durch Nachpflanzungen gestört)
    - zum Steinkreuz führende doppelreihige Koniferen-Allee aus Hänge-Alaska-Zeder (Xanthocyparis nootkatensis 'Pendula', äußere Baumreihen) und Abendländischem Lebensbaum (Thuja occidentalis 'Columna', innere Baumreihen)
    - wechselständige alternierende Tulpenbaum-Schwarznuss-Allee (Liriodendron tulipifera und Juglans nigra) entlang des Wassergraben im Süden des Parks

  - Einzelbaum: Stiel-Eiche (Quercus robur) südlich des Parkes als Point-de-vue der Sichtachse Steinkreuz, Eiche (Tulpenbaum-Schwarznuss-Allee und Koniferen-Allee)

Sonstige Schutzgüter: 
  - Blickbeziehung: Sichtachse entlang der Buchen-Allee, Sichtachse zum Steinkreuz und den Gräbern bis hinaus in die Elbauen bzw. zur Stiel-Eiche im Südwesten entlang der Tulpenbaum-Schwarznuss-Allee und Koniferen-Allee, verschiedene Blickbeziehungen von den Wegen in die Landschaft
2. ↑  Rittergut und Park Plotha:
  - barockes Gutshaus (Lindenplatz 15): U-förmiger Grundriss, Seitenflügel traufseitig als Seitenrisalit hervortretend, massiv, zweigeschossig (rechter Flügel seit vermutlich einem Brand eingeschossig), verputzt, profilierte Traufe, abgewalmtes Mansarddach, Biberschwanzdeckung (Kronendeckung), Fledermausgaupen und Satteldach-Gaupe, traufseitig Portikus (rechteckige Pfeiler) mit Balkon, Rechteckfenster, Faschen, erneuerte Kreuzstockfenster, giebelseitig (links) massiv untersetzte Holzveranda, zweigeschossig (um 1910), traufseitig Segmentbogenportal (scharriert) mit Schlussstein, rechter eingeschossiger Seitenflügel mit Walmdach und Zwerchhaus, Schleppgaupe, innwendig neun Fensterachsen traufseitig, denkmalgerecht saniert
  - Wohnhaus (Inspektorenhaus, Lindenplatz 16): zweigeschossig, massiv, Bruchstein-Sockel, sonst Ziegelstein, verputzt, Rechteckfenster mit Sandsteingewände, profilierte Holztraufe, Krüppelwalmdach (sehr steil, dreigeschossig), Betonziegel, alte Fenster, im Erdgeschoss Kreuzgratgewölbe, hofseitig Eingang mit geradem Sturz und Schlussstein, Oberlicht mit Sturz
  - links giebelseitig an das Wohnhaus anschließend ehemaliger Kuhstall (Lindenplatz 17): zweigeschossig, massiv, Bruchstein, Rechteckfenster, Sandstein-Gewände, alte Fenster und Winterfenster, Ziegelstein-Traufe, Satteldach einseitig abgewalmt, im Stall zum Teil Kreuzgratgewölbe, Sandstein-Säulen, im Obergeschoss Wohnungen, früher Feierstube (Poorstube), Rechteckfenster zum Teil vergittert, Erdgeschoss hintere Haushälfte umgebaut zur Wohnung mit eingeschossigem Eingangsvorhäuschen, quadratische Fenster, im Giebeldreieck Holzläden, rückseitig Biberschwanzdeckung
  - im Winkel zum Kuhstall Durchfahrtscheune mit Schüttboden: massiv, Bruchstein, verputzt, rückseitig zum Teil Fenster mit Ziegelstein-Ausfachung, Eckquaderung Sandstein, tonnengewölbter Keller, Satteldach, einseitig abgewalmt, Betondachziegel, große Holztore, profilierte Ziegelstein-Traufe, linke Gebäudehälfte dreischiffiger Stall mit Flachdecke, Holzpfeiler mit Kopfstreben, Fenster verändert (liegende Rechteckfenster), Betonfenster, Park südlich vom Gutshaus mit Eichenallee und Kastanien, alter Baumbestand
  - ehemaliger Pferdestall (Lindenplatz 11) kein Denkmal
3. ↑  Einzeldenkmale der Sachgesamtheit Friedhof Schildau:
  - Torpfeiler, Sandstein, bezeichnet mit „Angelegt/1813/G.(?) Stübner,/Pastor//Erbauet/1819/L.A. Böttger/und/J.G.(?) Knoll, Kirchenvorsteher“
  - Mauer: Mischmauerwerk, verputzt
  - Friedhofskapelle: eingeschossig, verputzt, Satteldach, Pfeilerstellung auf der Eingangsseite und Sockel in Bruchstein, Inneres ebenfalls mit originalen Details
  - Grufthäuser: Mitte 19. Jahrhundert, Mischmauerwerk, verputzt, Satteldächer, zwei Häuser mit Pilastergliederung
  - Grabmale:
    - 1. Grabkreuz Carl August Böttger (Bürgermeister): 1. Hälfte 19. Jahrhundert, Eisenguss auf Sandsteinsockel
    - 2. Ruhestätte der Familie Wilhelm Rothmann: um 1910, Inschrifttafel schwarzer Granit, schmiedeeisernes Gitter
    - 3. Wandstelle ohne Inschrift: Giebelstellung, Ziegel, verputzt, vermutlich in den 1920er Jahren in alter Form erneuert, schmiedeeisernes Gitter
    - 4. Wandstelle Heßler: Blendarchitektur in Sandstein, um 1890, in der Mitte Bogenstellung, darin Frauenfigur mit Palmwedel und Rosen (Metallguss?), schmiedeeisernes Gitter, auf der Grabstelle Grabkreuz und -einfassung für Moritz und Alwine Heßler, schwarzer Granit (?), 1912
    - 5. Grabstein für Kurt Mittag (1913–1938): roter Sandstein, geschmückt mit Adler und Eichenkranz, Grabeinfassung mit Stufen
    - 6. Klassizistischer Grabstein: Sandstein um 1790, Inschriften weitgehend verloren, Postamentgrabstein mit Sockel und Abdeckplatte, Vase als Bekrönung, an der Abdeckplatte symbolische Darstellungen: Auge Gottes, Schmetterlinge, Anker, Kreuz, brennendes Herz
    - 7. Grabstein Johanna Dorothee (gestorben 1867) und Johann Christian Heßler (gestorben 1883): Sandstein, neugotische Form, Sockel mit Inschrift, Aufbau mit Fialen, Kreuzblume und Figurenrelief (Allegorie des Glaubens), Rückseite Anker und Kreuz durch Kranz verbunden, schmiedeeisernes Gitter

  - Reste des Alleensystems: Kastanienallee (Aesculus hippocastanum), wechselständig und Lindenreihe an den nördlichen Wandstellen